# Seznam naselij v Srbiji
Seznam naselij v Srbiji zajema vsa naselja v Srbiji (brez Kosova), ki so bila zajeta v popis prebivalstva Srbije leta 2002. Naselja v krepkem tisku imajo status urbanih naselij. V oklepaju so navedeni prebivalci naselja (po popisu).

## A
Ada (10547)
• Adaševci (2166)
• Adorjan (1128)
• Adrani (2198)
• Adrovac (269)
• Adžine Livade (73)
• Akmačići (420)
• Alabana (146)
• Alakince (1503)
• Aldina Reka (12)
• Aldinac (26)
• Aleksa Šantić (2172)
• Aleksandrovac, Babušnica (71)
• Aleksandrovac, Negotin (588)
• Aleksandrovac, Vranje (527)
• Aleksandrovac, Žabari (1546)
• Aleksandrovac (6476)
• Aleksandrovo, Merošina (393)
• Aleksandrovo, Nova Crnja (2665)
• Aleksinac (17171)
• Aleksinački Bujmir (557)
• Aleksinački Rudnik (1467)
• Aleksine (66)
• Alibunar (3431)
• Alin Potok (244)
• Aliveroviće (157)
• Aliđerce (1033)
• Aljinovići (196)
• Aljudovo (159)
• Aluloviće (362)
• Amajić (186)
• Amerić (807)
• Amzići (117)
• Apatin (19320)
• Aradac (3461)
• Aranđelovac (24309)
• Arapovac (754)
• Arapoviće (61)
• Arbanasce (568)
• Arbanaška (51)
• Arilje (6744)
• Arnajevo (853)
• Asanovac (65)
• Atenica (619)
• Azanja (4713)
• Azbresnica (853)
• Ašanja  (1488)

## B
Ba (605)
• Babajić (493)
• Babe (332)
• Babica (90)
• Babin Kal (51)
• Babin Potok (674)
• Babina Luka (772)
• Babina Poljana, Trgovište (53)
• Babina Poljana, Vranje (79)
• Babičko (515)
• Babotinac (270)
• Babušnica (4575)
• Bace (284)
• Bacijevce (98)
• Bački Vinogradi (2039)
• Badanj (91)
• Badince (521)
• Badljevica (439)
• Badnjevac, Batočina (1165)
• Badnjevac, Žitorađa (836)
• Badovinci (5406)
• Bagačiće (85)
• Bagrdan (890)
• Bagremovo (204)
• Bajevac (689)
• Bajevica (563)
• Bajina Bašta (9543)
• Bajinci (23)
• Bajmok (8586)
• Bajčetina (29)
• Bajčince (258)
• Bajša (2568)
• Bakionica (742)
• Balajnac, Despotovac (478)
• Balajnac, Merošina (1236)
• Balanovac (328)
• Balinac (38)
• Balinovac (217)
• Balinovce (154)
• Balinović (160)
• Balići (434)
• Baličevac (1185)
• Baljen (72)
• Baljevac na Ibru (1636)
• Baljevac (532)
• Baljkovac (621)
• Balosave (440)
• Balta Berilovac (187)
• Baluga (434)
• Balčak (26)
• Banatska Dubica (428)
• Banatska Palanka (837)
• Banatska Subotica (200)
• Banatska Topola (1066)
• Banatski Brestovac  (3517)
• Banatski Despotovac (1620)
• Banatski Dvor (1263)
• Banatski Karlovac (5820)
• Banatski Monoštor (135)
• Banatski Sokolac (366)
• Banatsko Aranđelovo (1718)
• Banatsko Karađorđevo (2508)
• Banatsko Novo Selo  (7345)
• Banatsko Veliko Selo (3034)
• Banatsko Višnjićevo (384)
• Bancarevo  (116)
• Baničina (1169)
• Banja, Aranđelovac (2246)
• Banja, Novi Pazar (466)
• Banja, Priboj (2163)
• Banja Koviljača (6340)
• Banjani (1395)
• Banjevac (500)
• Banjica, Čačak (400)
• Banjski Dol (19)
• Banjski Orešac (96)
• Bankovac (178)
• Bankovci (67)
• Banovo Polje (1619)
• Banoštor (780)
• Bapsko Polje (260)
• Barajevo (8325)
• Baraljevac (316)
• Baranda (1648)
• Barbace (154)
• Barbarušince (86)
• Barbatovac (356)
• Bare, Despotovac (24)
• Bare, Knić (390)
• Bare, Kraljevo (165)
• Bare, Novi Pazar (36)
• Bare, Požarevac (923)
• Bare, Prijepolje (56)
• Bare, Rekovac (77)
• Bare, Sjenica (71)
• Barelić (161)
• Barice (598)
• Barič, Golubac (464)
• Barič, Obrenovac (6586)
• Barje, Bosilegrad (7)
• Barje, Dimitrovgrad (42)
• Barje, Leskovac (372)
• Barje Čiflik (693)
• Barlovo (166)
• Baroševac (1260)
• Barzilovica (877)
• Basara, Pirot (8)
• Bastav (585)
• Batalage (501)
• Batinac (871)
• Batkovići (153)
• Batnjik (58)
• Batote (498)
• Batovac (596)
• Batočina (5574)
• Batrage (121)
• Batrovci (320)
• Batulovce (806)
• Batuša (606)
• Batušinac (830)
• Bavanište (6106)
• Bazovik (203)
• Baćevac (1624)
• Baćica (347)
• Baćoglava (263)
• Bač (6087)
• Bačevci, Bajina Bašta (167)
• Bačevci, Valjevo (505)
• Bačevica (409)
• Bačevina (214)
• Bačevo (19)
• Bačija (30)
• Bačina (2381)
• Bačinac (789)
• Bačinci (1374)
• Bačka Palanka (29449)
• Bačka Topola (16171)
• Bački Breg (1388)
• Bački Brestovac (3469)
• Bački Gračac (2913)
• Bački Jarak (6049)
• Bački Monoštor (3920)
• Bački Petrovac (6727)
• Bački Sokolac (609)
• Bački Vinogradi (2039)
• Bačko Dobro Polje (3929)
• Bačko Dušanovo (741)
• Bačko Gradište (5445)
• Bačko Novo Selo (1228)
• Bačko Petrovo Selo (7318)
• Bačvište (65)
• Bašaid (3503)
• Bašin (552)
• Baščeluci (980)
• Bedina Varoš (1681)
• Begaljica (3255)
• Begeč (3335)
• Begovo Brdo (526)
• Bekova (116)
• Bela (37)
• Bela Crkva, Krupanj (755)
• Bela Crkva, Vojvodina (10675)
• Bela Palanka (8626)
• Bela Reka (917)
• Bela Stena (491)
• Bela Voda, Prokuplje (207)
• Bela Voda, Kruševac (1387)
• Belanovce, Leskovac (600)
• Belanovce, Vladičin Han (113)
• Belanovica (266)
• Belasica (402)
• Bele Vode (872)
• Belegiš (3116)
• Beleš (830)
• Beli Breg, Aleksinac (269)
• Beli Breg, Vranje (94)
• Beli Kamen, Lučani (508)
• Beli Kamen, Prokuplje (27)
• Beli Potok, Knjaževac (243)
• Beli Potok, Leskovac (629)
• Beli Potok, Sokobanja (238)
• Beli Potok, Voždovac (3417)
• Belica (393)
• Belić (124)
• Beliševo (136)
• Belja (43)
• Beljajka (265)
• Beljevac (160)
• Beljin (657)
• Beljina, Barajevo (810)
• Beljina, Čačak (1117)
• Belo Blato (1477)
• Belo Polje, Brus (50)
• Belo Polje, Gornji Milanovac (256)
• Belo Polje, Kuršumlija (151)
• Belo Polje, Obrenovac (1804)
• Belo Polje, Raška (48)
• Belo Polje, Surdulica (545)
• Belogoš (88)
• Beloinje (343)
• Beloljin (569)
• Belosavci (1182)
• Belotinac (1321)
• Belotić, Osečina (654)
• Belotić, Vladimirci (552)
• Belotić (1744)
• Beloševac (849)
• Belut (85)
• Beluće (263)
• Belušić (934)
• Beoci (462)
• Beomužević (528)
• Beočin (8058)
• Beočić (467)
• Beranje (491)
• Berbatovo  (364)
• Berduj (157)
• Berilje (730)
• Berilovac (1933)
• Berin Izvor (90)
• Berkasovo (1228)
• Berkovac (564)
• Berlovine (276)
• Berovica (30)
• Berčevac (19)
• Berčinac  (129)
• Berčinovac (172)
• Beršići (351)
• Beserovina (213)
• Bezdan (5263)
• Bečanj (1044)
• Bečej (25774)
• Bečevica (364)
• Bečmen (3409)
• Bešenovački Prnjavor (145)
• Bešenovo (965)
• Beška (6239)
• Bežište (175)
• Bigrenica (979)
• Bikinje (265)
• Bikić Do (336)
• Bikovo (1824)
• Biljanovac (587)
• Biljača (2036)
• Biljeg (526)
• Bilo (14)
• Bingula (906)
• Biniće (179)
• Binovac (444)
• Binovce (553)
• Bioc (74)
• Biohane (98)
• Bioska (554)
• Biočin (50)
• Biskupići (22)
• Biskuplje (430)
• Bistar (174)
• Bistrica, Crna Trava (8)
• Bistrica, Lazarevac (497)
• Bistrica, Leskovac (79)
• Bistrica, Nova Varoš (791)
• Bistrica, Petrovac na Mlavi (828)
• Bitvrđa (23)
• Bivolje (330)
• Bjelahova (82)
• Bjeloperica (314)
• Bjelotići (261)
• Bjeluša (565)
• Blaca (33)
• Blace (5465)
• Blagojev Kamen (38)
• Blato, Pirot (630)
• Blato, Sjenica (65)
• Blaznava (591)
• Blaževo (183)
• Blendija (352)
• Bliznak (361)
• Blizonje (281)
• Bobište (1782)
• Bobote (360)
• Bobova (391)
• Bobovik (307)
• Bobovište (1074)
• Bobovo (1349)
• Bogalinac (163)
• Bogaraš, Bačka Topola (94)
• Bogaraš, Senta (724)
• Bogatić, Valjevo (129)
• Bogatić (7350)
• Bogava (576)
• Bogdanica (312)
• Bogdanje (1055)
• Bogdanovac, Babušnica (170)
• Bogdanovac, Bujanovac (101)
• Bogdanovica (348)
• Bogdinac (201)
• Bogiše (331)
• Bogojevce (1571)
• Bogojevići (629)
• Bogojevo (2120)
• Bogosavac (1159)
• Bogovađa (574)
• Bogovina (1348)
• Bogoševo (176)
• Bogoštica (269)
• Bogujevac, Kuršumlija (84)
• Bogujevac, Prokuplje (26)
• Bogunovac (89)
• Bogiti (72)
• Bogutovac (547)
• Bojanići (94)
• Bojin Del (87)
• Bojince (82)
• Bojić (382)
• Bojišina (245)
• Bojnik (3159)
• Boka (1734)
• Boleč (5750)
• Boljare, Sjenica (33)
• Boljare, Vlasotince (983)
• Boljetin (672)
• Boljev Dol (8)
• Boljevac, Kruševac (151)
• Boljevac Selo (315)
• Boljevac (3784)
• Boljevci (4056)
• Boljkovci (489)
• Bor (39387)
• Boranci (45)
• Borač (692)
• Borci (389)
• Borin Do (148)
• Borince (45)
• Borišiće (83)
• Borovac, Bujanovac (166)
• Borovac, Medveđa (59)
• Borovac, Zaječar (167)
• Boroviće, Raška (177)
• Boroviće, Sjenica (73)
• Borovo (174)
• Boroštica (379)
• Borča  (35150)
• Bosilegrad (2702)
• Bosut (1139)
• Bosuta (606)
• Botoš (2148)
• Botunja (373)
• Botunje (649)
• Boturići (263)
• Boturovina (218)
• Bovan, Aleksinac (554)
• Bovan, Kruševac (179)
• Bovanj (29)
• Bozoljin (129)
• Boće (70)
• Boćevica (151)
• Bočar (1895)
• Bođani (1113)
• Bošnjace (1629)
• Bošnjak (481)
• Bošnjane, Paraćin  (1012)
• Bošnjane, Rača (559)
• Bošnjane, Varvarin (1963)
• Bošnjanović (286)
• Boždarevac (1218)
• Božetići (392)
• Boževac (1788)
• Božica (333)
• Božinjevac (376)
• Božinovac (26)
• Božov Potok (195)
• Božurevac (311)
• Božurnja (672)
• Bradarac, Aleksinac (334)
• Bradarac, Požarevac (874)
• Bradić (841)
• Brajinovac (221)
• Brajići (65)
• Brajkovac, Kruševac (367)
• Brajkovac, Lazarevac (1002)
• Brajkovac, Prijepolje (87)
• Brajkovići (724)
• Braljina, Ražanj (266)
• Braljina, Ćićevac (118)
• Branešci (744)
• Brangović (172)
• Braničevo (942)
• Brankovci (116)
• Brankovina (573)
• Brančić (563)
• Brasina (1663)
• Bratačić (310)
• Bratinac (629)
• Bratići (120)
• Bratiševac (194)
• Bratljevo (220)
• Bratmilovce (3531)
• Bratoselce (71)
• Braćak (230)
• Braćevac (533)
• Braćevci (12)
• Brdarica (1519)
• Brdo (333)
• Brebevnica (62)
• Bregovi (57)
• Bregovina (70)
• Brejanovce (364)
• Brekovo (671)
• Brenica  (555)
• Bresje, Jagodina (656)
• Bresje, Svilajnac (230)
• Bresnica, Bosilegrad (77)
• Bresnica, Koceljeva (229)
• Bresnica, Vranje (410)
• Bresnica, Čačak (1466)
• Bresnik, Kraljevo (184)
• Bresnik, Prokuplje (18)
• Bresničić (261)
• Bresno Polje (725)
• Brest (562)
• Brestač  (1066)
• Brestov Dol (32)
• Brestovac, Bojnik (276)
• Brestovac, Bor (2950)
• Brestovac, Knić (224)
• Brestovac, Leskovac (2086)
• Brestovac, Negotin (355)
• Brestovik (1076)
• Brestovo, Despotovac (397)
• Brestovo, Novi Pazar (5)
• Brestovo, Vladičin Han (115)
• Breza (212)
• Brezjak (241)
• Brezna, Gornji Milanovac (209)
• Brezna, Kraljevo (104)
• Brezna (60)
• Breznica, Bujanovac (1362)
• Breznica, Žagubica (211)
• Brezova, Ivanjica (551)
• Brezova, Kraljevo (482)
• Brezovac (797)
• Brezovica, Gornji Milanovac (126)
• Brezovica, Trstenik (636)
• Brezovica, Ub (668)
• Brezovica, Vlasotince (165)
• Brezovica, Čačak (141)
• Brezovice, Krupanj (964)
• Brezovice (506)
• Brežane (1017)
• Brežani (61)
• Brežđe (572)
• Brgule (1235)
• Brgulice (501)
• Bričevlje (241)
• Brlog (83)
• Brniševo (88)
• Brnjac (631)
• Brnjare (114)
• Brnjica, Golubac (391)
• Brnjica, Knić (348)
• Brnjica, Sjenica (218)
• Brod (122)
• Brodarevo (1780)
• Brodica (468)
• Brović (783)
• Brus (4653)
• Brusnica (650)
• Brusnik, Ivanjica (436)
• Brusnik, Zaječar (456)
• Brvenica (298)
• Brvenik Naselje (408)
• Brvenik (67)
• Brvine (175)
• Brza Palanka (1076)
• Brza (1211)
• Brzan (2073)
• Brzeće (258)
• Brzi Brod  (4452)
• Brzohode (825)
• Brđani, Brus (198)
• Brđani, Gornji Milanovac (1227)
• Brđani, Novi Pazar (195)
• Brštica (1254)
• Buar (1415)
• Bubanj  (516)
• Bublica (202)
• Bubušinac (844)
• Buceljevo (22)
• Buci (433)
• Budilovina (293)
• Budisava (3825)
• Budišić (249)
• Budoželja (282)
• Bujanovac (12011)
• Bujačić (357)
• Bujić (89)
• Bujkovac (796)
• Bujkoviće (53)
• Bukarevac (905)
• Bukor (818)
• Bukorovac (229)
• Bukova Glava (295)
• Bukovac, Despotovac (490)
• Bukovac, Mionica (202)
• Bukovac, Preševo (108)
• Bukovac, Petrovaradin (3585)
• Bukovica, Ivanjica (1686)
• Bukovica, Kraljevo (599)
• Bukovica, Kruševac (242)
• Bukovik, Nova Varoš (311)
• Bukovik, Prijepolje (107)
• Bukovik (2743)
• Bukovska (503)
• Bukovče, Jagodina (750)
• Bukovče, Negotin (1442)
• Bukuloram (12)
• Bukurovac (26)
• Bulatovac (137)
• Bulinovac (194)
• Buljane  (1545)
• Buljesovce (78)
• Bumbarevo Brdo (520)
• Bunar (495)
• Bunuški Čifluk (505)
• Burađa (258)
• Burdimo (406)
• Burovac (849)
• Burovo (468)
• Busenje (94)
• Busilovac  (1041)
• Busur (1171)
• Buvce (109)
• Bučince (12)
• Bučić (549)
• Bučje, Bor (666)
• Bučje, Knjaževac (369)
• Bučje, Priboj (186)
• Bučje, Trstenik (458)
• Bučum (106)
• Buđanovci (1757)
• Buđevo (91)
• Buštranje, Preševo (872)
• Buštranje, Vranje (487)
• Buštranje, Bujanovac (80)
• Bzenice (421)
• Bzovik (205)

## C
Cakanovac (221)
• Caparić (448)
• Carevac (899)
• Carina (654)
• Caričina (20)
• Cekavica (507)
• Ceremošnja (317)
• Cerev Del (30)
• Cerevajka (70)
• Cerje, Niš  (306)
• Cerje, Bajina Bašta (168)
• Cerje, Kraljevo (625)
• Cernica (275)
• Cerova, Arilje (1151)
• Cerova, Gornji Milanovac (112)
• Cerova, Krupanj (965)
• Cerova, Kruševac (401)
• Cerova, Pirot (171)
• Cerovac, Aerodrom (904)
• Cerovac, Smederevska Palanka (1177)
• Cerovac, Šabac (479)
• Cerovica, Kučevo (381)
• Cerovica, Sokobanja (54)
• Cerovo (66)
• Cetanoviće (386)
• Cikot (258)
• Cikote, Kosjerić (272)
• Cikote, Loznica (1173)
• Cokoviće (20)
• Crcavac (141)
• Crepaja (4855)
• Crkovnica (133)
• Crkvenac (1282)
• Crkveni Toci (78)
• Crkvice (643)
• Crkvina (210)
• Crkvine, Mladenovac (214)
• Crkvine, Tutin (136)
• Crljenac (969)
• Crna Bara, Aleksinac (175)
• Crna Bara, Bogatić (2270)
• Crna Bara, Vlasotince (224)
• Crna Bara, Čoka (568)
• Crna Glava (246)
• Crna Reka (41)
• Crna Trava (563)
• Crnajka (1099)
• Crnatovo (176)
• Crni Kao, Batočina (446)
• Crni Kao, Ražanj (504)
• Crni Lug (266)
• Crni Vrh, Knjaževac (133)
• Crni Vrh, Medveđa (141)
• Crni Vrh, Vranje (32)
• Crnoklište (338)
• Crnoljevica (219)
• Crnomasnica (272)
• Crnotince (1454)
• Crnovce (136)
• Crnoštica (190)
• Crnugovići (93)
• Crnuzi (445)
• Crnča (1213)
• Crnče, Bela Palanka (64)
• Crnče, Jagodina (248)
• Crvena Crkva (729)
• Crvena Jabuka, Babušnica (126)
• Crvena Jabuka, Ub (631)
• Crvena Reka (303)
• Crveni Breg, Bela Palanka (371)
• Crveni Breg, Leskovac (30)
• Crveni Grad (149)
• Crvenje (152)
• Crvenka (10163)
• Crvenčevo (135)
• Crvica (756)
• Crvsko (140)
• Crčevo (49)
• Culine (389)
• Culjković (720)
• Cvetanovac (594)
• Cvetke (1070)
• Cvetojevac (719)
• Cvetovac (233)
• Cvetulja (273)

## Č
Čadinje (267)
• Čagrovac (161)
• Čairi (469)
• Čajetina (3162)
• Čalma (1675)
• Čamurlija  (546)
• Čantavir (7178)
• Čapljinac (1008)
• Čar, Bujanovac (296)
• Čarovina (238)
• Čauševići (132)
• Čačak (73217)
• Čašić Dolac (76)
• Čedovo (108)
• Čekmin (915)
• Čelarevo (5423)
• Čelice (78)
• Čenej (2115)
• Čenta (3119)
• Čepure  (825)
• Čerević (2826)
• Česta (215)
• Čestelin (22)
• Čestereg (1391)
• Čestin (674)
• Čestobrodica (327)
• Četereže (641)
• Čečina, Doljevac (834)
• Čečina, Ivanjica (243)
• Češko Selo (46)
• Češljeva Bara (489)
• Čibukovac (1114)
• Čibutkovica (1260)
• Čiflik (103)
• Čifluk Razgojnski (335)
• Činiglavci (331)
• Čipalje (144)
• Čitluk, Kruševac (3154)
• Čitluk, Ljubovija (941)
• Čitluk, Mali Zvornik (238)
• Čitluk, Priboj (195)
• Čitluk, Sjenica (142)
• Čitluk, Sokobanja (806)
• Čmanjke (84)
• Čoka (4707)
• Čokešina (881)
• Čokonjar (173)
• Čokot  (1401)
• Čokotar (33)
• Čokotin (56)
• Čonoplja (4359)
• Čortanovci (2308)
• Čubra (557)
• Čubura, Merošina (96)
• Čubura, Ražanj (194)
• Čuka (25)
• Čukarka (512)
• Čukljenik, Niška Banja  (287)
• Čukljenik, Leskovac (636)
• Čukojevac (1204)
• Čukote (136)
• Čukurovac (122)
• Čumić (1600)
• Čungula (419)
• Čurug (8882)
• Čučale (233)
• Čučuge (463)

## Ć
Ćelije, Gadžin Han (62)
• Ćelije, Kruševac (268)
• Ćelije, Lajkovac (824)
• Ćenovac (423)
• Ćirikovac (1407)
• Ćićevac (5094)
• Ćićina (238)
• Ćovdin (1066)
• Ćukovac, Bojnik (122)
• Ćukovac, Prokuplje (360)
• Ćukovac, Vranje (1007)
• Ćukovine (375)
• Ćulije (76)
• Ćuprija (20585)
• Ćurkovica, Surdulica (261)
• Ćurkovica, Vranje (13)
• Ćurlina (193)
• Ćuštica (253)

## D
Dabinovac (64)
• Dadince (195)
• Dajići (313)
• Danjino Selo (81)
• Dankoviće (232)
• Darkovce (205)
• Darosava (2023)
• Davidovac, Paraćin  (461)
• Davidovac, Kladovo (610)
• Davidovac, Svrljig (199)
• Davidovac, Vranje (502)
• Davidovica (91)
• Dašnica, Aleksandrovac (697)
• Dašnica, Aleksinac (115)
• Debeli Lug, Žitorađa (34)
• Debeli Lug, Majdanpek (458)
• Debelica (423)
• Debelja (148)
• Debeljača (5325)
• Debrc (875)
• Dedevci (341)
• Dedina Bara (802)
• Dedina (2775)
• Dedinac (124)
• Degrmen (88)
• Degurić (383)
• Dejance (57)
• Dejanovac (27)
• Dekutince (271)
• Deliblato (3498)
• Deligrad (211)
• Delimeđe (445)
• Deonica (550)
• Depce (441)
• Deretin (259)
• Desimirovac (1401)
• Desine (717)
• Desić (302)
• Despotovac (4363)
• Despotovo (2096)
• Detane (224)
• Deveti maj  (4305)
• Devići (189)
• Devojački Bunar (0)
• Devreč (106)
• Devča (492)
• Deč  (1590)
• Dešilovo (429)
• Dešiška (38)
• Deževa (238)
• Dikava (142)
• Dimitrovgrad (6968)
• Divci, Prijepolje (335)
• Divci, Valjevo (717)
• Divljana (141)
• Divostin (399)
• Divoš (1585)
• Divčibare (235)
• Dići (156)
• Dljin (1060)
• Dobanovci (8128)
• Dobra (678)
• Dobra Voda, Bojnik (88)
• Dobra Voda, Jagodina (430)
• Dobrača (493)
• Dobrače (821)
• Dobrejance (84)
• Dobri Do, Ivanjica (308)
• Dobri Do, Kuršumlija (109)
• Dobri Do, Pirot (116)
• Dobri Do, Smederevo (1118)
• Dobri Dub (240)
• Dobrica (1344)
• Dobrilovići (490)
• Dobrinci (1716)
• Dobrinje (101)
• Dobrić (1205)
• Dobričevo (226)
• Dobrnje (643)
• Dobro Polje, Boljevac (415)
• Dobro Polje, Crna Trava (16)
• Dobrodo (275)
• Dobrodol (127)
• Dobroljubci (374)
• Dobromir (131)
• Dobroselica (36)
• Dobroselica (405)
• Dobrosin (747)
• Dobrotin, Bajina Bašta (251)
• Dobrotin, Leskovac (321)
• Dobrotić (37)
• Dobroviš (141)
• Dobrovodica (420)
• Dobrujevac, Aleksinac (388)
• Dobrujevac, Boljevac (236)
• Doganica (50)
• Dojinoviće (120)
• Dojkinci (273)
• Dokmir (558)
• Dol (82)
• Dolac, Bela Palanka (430)
• Dolac, Kraljevo (198)
• Dolac, Novi Pazar (87)
• Dolac (72)
• Doline (516)
• Doliće (322)
• Doljane (262)
• Doljani (89)
• Doljašnica (409)
• Doljevac (1625)
• Dolovo, Tutin (465)
• Dolovo, Pančevo  (6835)
• Domiševina (104)
• Donja Badanja (510)
• Donja Bejašnica (14)
• Donja Bela Reka, Bor (823)
• Donja Bela Reka, Nova Varoš (287)
• Donja Borina (1731)
• Donja Bresnica (219)
• Donja Bukovica (556)
• Donja Bunuša (306)
• Donja Crnišava (410)
• Donja Crnuća (323)
• Donja Dobrinja (524)
• Donja Draguša (120)
• Donja Glama (26)
• Donja Gorevnica (904)
• Donja Jajina (1338)
• Donja Jošanica (98)
• Donja Kamenica (360)
• Donja Konjuša (305)
• Donja Koritnica (216)
• Donja Kravarica (459)
• Donja Kruševica (350)
• Donja Kupinovica (97)
• Donja Lapaštica (53)
• Donja Lisina (316)
• Donja Livadica (2053)
• Donja Ljubata (395)
• Donja Ljuboviđa (951)
• Donja Lokošnica (1060)
• Donja Lomnica (591)
• Donja Lopušnja (184)
• Donja Mikuljana (83)
• Donja Mutnica  (1051)
• Donja Nevlja (31)
• Donja Omašnica (708)
• Donja Orovica (424)
• Donja Otulja (101)
• Donja Peščanica (122)
• Donja Pološnica (97)
• Donja Rasovača (538)
• Donja Rača (1008)
• Donja Rašica (98)
• Donja Rečica (394)
• Donja Ržana (79)
• Donja Sabanta (651)
• Donja Sipulja (244)
• Donja Slatina (300)
• Donja Sokolovica (136)
• Donja Stražava (722)
• Donja Studena  (324)
• Donja Toponica, Niš  (290)
• Donja Toponica, Prokuplje (352)
• Donja Trepča (1018)
• Donja Trešnjevica (304)
• Donja Trešnjica (688)
• Donja Trnava, Niš  (697)
• Donja Trnava, Prokuplje (1600)
• Donja Trnava, Topola (921)
• Donja Trnica (213)
• Donja Vrbava (654)
• Donja Vrežina  (4088)
• Donja Zleginja (296)
• Donja Šatornja (800)
• Donja Šušaja (342)
• Donje Babine (319)
• Donje Brijanje (1487)
• Donje Crnatovo (519)
• Donje Crniljevo (981)
• Donje Dragovlje (452)
• Donje Gare (165)
• Donje Goračiće (57)
• Donje Grbice (557)
• Donje Grgure (127)
• Donje Jabukovo (152)
• Donje Jarušice (265)
• Donje Komarice (545)
• Donje Konjuvce (520)
• Donje Kordince (226)
• Donje Krajince (764)
• Donje Krnjino (271)
• Donje Leskovice (597)
• Donje Leviće (87)
• Donje Lopiže (123)
• Donje Međurovo  (1414)
• Donje Nedeljice (566)
• Donje Novo Selo (120)
• Donje Punoševce (21)
• Donje Rataje (930)
• Donje Romanovce (509)
• Donje Sinkovce (1661)
• Donje Stopanje (1136)
• Donje Suhotno (320)
• Donje Svarče (122)
• Donje Tlamino (211)
• Donje Točane (122)
• Donje Trebešinje (832)
• Donje Trnjane (289)
• Donje Vidovo  (1932)
• Donje Vlase  (152)
• Donje Vranovce (331)
• Donje Zuniče (407)
• Donje Štiplje (272)
• Donje Žapsko (421)
• Donji Adrovac (761)
• Donji Banjani (224)
• Donji Barbeš (217)
• Donji Branetići (134)
• Donji Bunibrod (644)
• Donji Bučumet (186)
• Donji Dejan (497)
• Donji Dobrić (1438)
• Donji Drenovac (450)
• Donji Dubac (526)
• Donji Dubič (214)
• Donji Dušnik (591)
• Donji Gajtan (142)
• Donji Katun (1012)
• Donji Komren  (5725)
• Donji Kozji Dol (291)
• Donji Krivodol (19)
• Donji Krupac (364)
• Donji Krčin (351)
• Donji Lajkovac (494)
• Donji Lipovac (209)
• Donji Ljubeš (597)
• Donji Matejevac  (861)
• Donji Milanovac (3132)
• Donji Mušić (243)
• Donji Neradovac (633)
• Donji Petrovci (991)
• Donji Prisjan (330)
• Donji Račnik (649)
• Donji Ribnik (624)
• Donji Rinj (13)
• Donji Stajevac (461)
• Donji Statovac (74)
• Donji Stepoš (484)
• Donji Stranjani (120)
• Donji Striževac (259)
• Donji Stupanj (1068)
• Donji Tavankut (2631)
• Donji Tovarnik (1016)
• Donji Vratari (297)
• Doroslovo (1830)
• Draga (950)
• Draganići (350)
• Dragi Deo (62)
• Dragijevica (681)
• Draginac, Babušnica (885)
• Draginac, Loznica (324)
• Draginje (1701)
• Draglica (257)
• Dragobraća (845)
• Dragobužde (49)
• Dragocvet (1003)
• Dragodol (611)
• Dragojevac, Arilje (312)
• Dragojevac, Vladimirci (862)
• Dragojloviće (114)
• Dragolj (364)
• Dragosinjci (672)
• Dragovac, Bojnik (1005)
• Dragovac, Požarevac (910)
• Dragovita (81)
• Dragovo (1125)
• Dragočevo (112)
• Dragoševac (501)
• Dragušica (247)
• Drajinac (706)
• Drajinci (78)
• Draksin (144)
• Drakčići (638)
• Dramiće (80)
• Drača (828)
• Dračić (264)
• Draškovac (791)
• Dražanj (1548)
• Draževac, Aleksinac (1188)
• Draževac, Obrenovac (1536)
• Draževiće (431)
• Draževići (419)
• Draževo (30)
• Dražiniće (108)
• Dražinovići (352)
• Dražmirovac (438)
• Dren, Lazarevac (445)
• Dren, Obrenovac (1279)
• Drence (149)
• Drenova, Brus (102)
• Drenova, Gornji Milanovac (264)
• Drenova, Prijepolje (208)
• Drenova, Čajetina (135)
• Drenovac, Paraćin  (2009)
• Drenovac, Knjaževac (141)
• Drenovac, Stanovo (356)
• Drenovac, Prokuplje (161)
• Drenovac, Vranje (167)
• Drenovac, Šabac (2345)
• Drenovci (395)
• Drenča (255)
• Drečinovac (88)
• Drešnica (102)
• Drežnica (86)
• Drežnik (761)
• Drijetanj (1092)
• Drlače (430)
• Drlupa, Kraljevo (143)
• Drlupa, Sopot (547)
• Drmanovići (368)
• Drmno (1046)
• Drtevci (38)
• Drugovac (1906)
• Družetić (669)
• Družetići (703)
• Družiniće (19)
• Drvnik (15)
• Drvodelj (95)
• Drvodelja (245)
• Drćevac (309)
• Držanovac (947)
• Držina (472)
• Dub (419)
• Dublje, Bogatić (3317)
• Dublje, Svilajnac (1050)
• Dublje, Trstenik (492)
• Dubnica, Kosjerić (142)
• Dubnica, Sjenica (380)
• Dubnica, Svilajnac (607)
• Dubnica, Vranje (819)
• Duboka, Jagodina (737)
• Duboka, Kučevo (1110)
• Duboko, Ljubovija (484)
• Duboko, Užice (847)
• Dubona (1139)
• Dubovac (1283)
• Dubovo, Tutin (916)
• Dubovo, Žitorađa (608)
• Dubočane (455)
• Dubočka (582)
• Dubrava, Bojnik (17)
• Dubrava, Ivanjica (1839)
• Dubrava, Knić (173)
• Dubrava, Kuršumlija (45)
• Dubravica (1225)
• Dudovica (777)
• Dudulajce (363)
• Duga Luka (154)
• Duga Poljana, Gadžin Han (60)
• Duga Poljana, Sjenica (594)
• Dugi Del (42)
• Dugo Polje (690)
• Dugojnica (275)
• Dujke (152)
• Dukat, Bosilegrad (397)
• Dukat, Gadžin Han (265)
• Dulan (97)
• Dulebe (56)
• Dulene (218)
• Dumbija (36)
• Dunavac  (603)
• Dunišiće (190)
• Dupci (456)
• Dupeljevo (55)
• Dupljaj (452)
• Dupljaja (854)
• Dupljane, Negotin (564)
• Dupljane, Vladičin Han (161)
• Duvanište (610)
• Dučalovići (440)
• Dučevac (136)
• Dučina (736)
• Dučić (641)
• Dušanovac (882)
• Dušanovo (236)
• Duškovci (369)
• Dušmanić (176)
• Dušmanići (245)
• Dužine (219)
• Dvorane (594)
• Dvorica (246)
• Dvorište, Despotovac (565)
• Dvorište, Golubac (305)
• Dvorište, Šabac (282)
• Dvorska (1064)
• Džep (194)
• Džepnica (231)

## Đ
Đake (83)
• Đakovo (244)
• Đakus (904)
• Đala (1004)
• Đerađ (76)
• Đerekarce (156)
• Đerekare (518)
• Đerekari (23)
• Đigolj (276)
• Đinđuša (675)
• Đulekare (117)
• Đunis (812)
• Đurakovo (338)
• Đurašići (265)
• Đurevac (353)
• Đurinac, Svilajnac (309)
• Đurinac, Svrljig (200)
• Đurinci (1088)
• Đuriselo (699)
• Đurovac (147)
• Đurovo (179)
• Đurđevac (297)
• Đurđevo, Rača (726)
• Đurđevo, Žabalj (5137)
• Đurđin (1746)
• Đušnica (59)

## E
Elemir (4690)
• Erdevik (3316)
• Erdeč (67)
• Ervenice (57)
• Erčege (200)
• Ečka (4513)

## F
Farkaždin (1386)
• Feketić (4336)
• Fijulj (103)
• Filipovići (177)
• Filić (161)
• Futog (18582)

## G
Gabrovac  (1189)
• Gabrovnica (10)
• Gadžin Han (1245)
• Gagince (132)
• Gaglovo (811)
• Gaj (3302)
• Gajdobra (2968)
• Gakovo (2201)
• Galibabinac (342)
• Galović (235)
• Galovići (263)
• Gamzigrad (945)
• Garaši (605)
• Gardinovci (1485)
• Gare (59)
• Garevina (421)
• Garevo (280)
• Gari (535)
• Garinje (554)
• Gavez (140)
• Gazdare (571)
• Geglja (264)
• Gibarac (1158)
• Glasovik (155)
• Glavica  (1134)
• Glavinci (636)
• Glašince (427)
• Gledić (352)
• Gleđica (269)
• Glibovac (2269)
• Globare (402)
• Globoder (1656)
• Glogonj  (3178)
• Glogovac, Bela Palanka (47)
• Glogovac, Bogatić (967)
• Glogovac, Jagodina (1561)
• Glogovac, Knjaževac (73)
• Glogovica, Aleksinac (874)
• Glogovica, Zaječar (484)
• Glogovik (157)
• Gložan (2283)
• Gložane, Svilajnac (1017)
• Gložane, Vlasotince (660)
• Gložje (327)
• Gluhavica (265)
• Glumač (803)
• Glušci (2346)
• Gnila (14)
• Gnjilan (2478)
• Gnjilica (228)
• Godačica (1066)
• Godečevo (599)
• Godljevo (348)
• Godovik (289)
• Godovo (89)
• Gojakovići (183)
• Gojin Dol (264)
• Gojinovac (78)
• Gojmanovac (94)
• Gojna Gora (735)
• Gokčanica (86)
• Gola Glava (793)
• Golema Njiva (118)
• Golemi Dol (294)
• Golemo Selo (1051)
• Goleš (36)
• Golešnica (4)
• Goli Rid (57)
• Golice (64)
• Golobok (2396)
• Golovo (212)
• Goločelo, Koceljeva (584)
• Goločelo, Stanovo (541)
• Goločevac (63)
• Golubac (152)
• Golubac (1896)
• Goluban (42)
• Golubinci (5129)
• Golubinje (1079)
• Golubovac, Paraćin  (267)
• Golubovac, Trstenik (289)
• Goračići (1276)
• Gorina (732)
• Gorić (491)
• Goričani (780)
• Gorjani (735)
• Gornja Badanja (598)
• Gornja Bejašnica (30)
• Gornja Bela Reka, Nova Varoš (224)
• Gornja Bela Reka, Zaječar (185)
• Gornja Borina (188)
• Gornja Bresnica (169)
• Gornja Bukovica (1117)
• Gornja Bunuša (633)
• Gornja Crnišava (430)
• Gornja Crnuća (239)
• Gornja Dobrinja (505)
• Gornja Draguša (258)
• Gornja Držina (29)
• Gornja Glama (34)
• Gornja Gorevnica (1399)
• Gornja Grabovica (1366)
• Gornja Jajina (637)
• Gornja Jošanica (329)
• Gornja Kamenica (377)
• Gornja Konjuša (66)
• Gornja Koritnica (109)
• Gornja Koviljača (585)
• Gornja Koznica (77)
• Gornja Kravarica (419)
• Gornja Kupinovica (189)
• Gornja Lapaštica (194)
• Gornja Lisina (474)
• Gornja Ljubata (485)
• Gornja Ljuboviđa (443)
• Gornja Lokošnica (134)
• Gornja Lomnica (66)
• Gornja Lopušnja (67)
• Gornja Mikuljana (117)
• Gornja Mutnica  (740)
• Gornja Nevlja (40)
• Gornja Omašnica (665)
• Gornja Orovica (415)
• Gornja Otulja (13)
• Gornja Peščanica (248)
• Gornja Pološnica (152)
• Gornja Rasovača (250)
• Gornja Rečica (152)
• Gornja Rogatica (477)
• Gornja Ržana (95)
• Gornja Sabanta (839)
• Gornja Sipulja (250)
• Gornja Slatina (210)
• Gornja Sokolovica (41)
• Gornja Stražava (768)
• Gornja Studena  (393)
• Gornja Toponica, Niš  (1550)
• Gornja Toponica, Prokuplje (60)
• Gornja Trepča (618)
• Gornja Trešnjevica (583)
• Gornja Trešnjica (291)
• Gornja Trnava, Niš  (309)
• Gornja Trnava, Prokuplje (429)
• Gornja Trnava, Topola (1736)
• Gornja Trnica (86)
• Gornja Tušimlja (33)
• Gornja Vranjska (1582)
• Gornja Vrbava (145)
• Gornja Vrežina  (1180)
• Gornja Zleginja (457)
• Gornja Šatornja (558)
• Gornja Šušaja (101)
• Gornjane (1114)
• Gornje Babine (262)
• Gornje Brijanje (509)
• Gornje Crnatovo (391)
• Gornje Crniljevo (554)
• Gornje Dragovlje (431)
• Gornje Gare (80)
• Gornje Goračiće (58)
• Gornje Grbice (273)
• Gornje Grgure (327)
• Gornje Jabukovo (154)
• Gornje Jarušice (655)
• Gornje Komarice (322)
• Gornje Konjuvce (172)
• Gornje Kordince (224)
• Gornje Košlje (649)
• Gornje Krajince (786)
• Gornje Krnjino (248)
• Gornje Leskovice (463)
• Gornje Leviće (138)
• Gornje Lopiže (57)
• Gornje Međurovo  (1021)
• Gornje Nedeljice (699)
• Gornje Novo Selo (437)
• Gornje Punoševce (40)
• Gornje Rataje (769)
• Gornje Romanovce (50)
• Gornje Sinkovce (454)
• Gornje Stopanje (1756)
• Gornje Suhotno (343)
• Gornje Svarče (128)
• Gornje Tlamino (184)
• Gornje Točane (18)
• Gornje Trebešinje (213)
• Gornje Trnjane (250)
• Gornje Trudovo (139)
• Gornje Vidovo  (855)
• Gornje Vlase (171)
• Gornje Vranovce (207)
• Gornje Zuniče (475)
• Gornje Štiplje (190)
• Gornje Žapsko (109)
• Gornji Adrovac (134)
• Gornji Banjani (227)
• Gornji Barbeš (488)
• Gornji Branetići (578)
• Gornji Breg (1889)
• Gornji Bunibrod (762)
• Gornji Bučumet (139)
• Gornji Crniš (36)
• Gornji Dejan (208)
• Gornji Dobrić (728)
• Gornji Drenovac (420)
• Gornji Dubac (306)
• Gornji Dubič (109)
• Gornji Dušnik (237)
• Gornji Gajtan (87)
• Gornji Katun (1468)
• Gornji Komren  (946)
• Gornji Kozji Dol (101)
• Gornji Krivodol (17)
• Gornji Krupac (510)
• Gornji Krčin (243)
• Gornji Lajkovac (446)
• Gornji Lipovac (90)
• Gornji Ljubeš (240)
• Gornji Matejevac  (2647)
• Gornji Milanovac (23982)
• Gornji Mušić (431)
• Gornji Neradovac (326)
• Gornji Orah (330)
• Gornji Prisjan (270)
• Gornji Račnik (124)
• Gornji Ribnik (596)
• Gornji Rinj (10)
• Gornji Stajevac (160)
• Gornji Statovac (45)
• Gornji Stepoš (832)
• Gornji Stranjani (85)
• Gornji Striževac (154)
• Gornji Stupanj (674)
• Gornji Tavankut (1381)
• Gornji Vratari (200)
• Gornovac (74)
• Gorobilje (1506)
• Gorovič (319)
• Gorčinci (537)
• Gospođince (41)
• Gospođinci (3896)
• Gostilje (344)
• Gostinica (639)
• Gostiradiće (53)
• Gostun (49)
• Gostuša (139)
• Goč (68)
• Goševo, Novi Pazar (50)
• Goševo, Sjenica (70)
• Grab (315)
• Grabovac, Knić (760)
• Grabovac, Obrenovac (2596)
• Grabovac, Prokuplje (14)
• Grabovac, Svilajnac (1012)
• Grabovac, Trstenik (125)
• Grabovci (1480)
• Grabovica, Despotovac (801)
• Grabovica, Gornji Milanovac (496)
• Grabovica, Kladovo (880)
• Grabovica, Sjenica (44)
• Grabovnica (118)
• Grabovo, Beočin (138)
• Grabovo, Ražanj (193)
• Grad (97)
• Grad Stalać (800)
• Gradac, Batočina (245)
• Gradac, Brus (134)
• Gradac, Ivanjica (86)
• Gradac, Raška (368)
• Gradac, Sjenica (150)
• Gradac, Tutin (95)
• Gradašnica, Leskovac (472)
• Gradašnica, Pirot (412)
• Gradinje (204)
• Gradište, Bela Palanka (65)
• Gradište, Knjaževac (31)
• Gradište, Merošina (596)
• Gradište, Pirot (86)
• Gradište, Vlasotince (225)
• Gradnja (247)
• Gradojević (250)
• Gradskovo (666)
• Grajevce (404)
• Grmada (19)
• Gramađe (246)
• Granica (172)
• Granice (1460)
• Graovo (277)
• Grapa (4)
• Gračac (2011)
• Gračane (28)
• Gračanica, Ljubovija (465)
• Gračanica, Prijepolje (199)
• Građanoviće (19)
• Graševci (499)
• Grbavce (276)
• Grbavče (567)
• Grdanica (605)
• Grdelica (mesto) (2383)
• Grdelica (vas) (1172)
• Grdica (730)
• Grdovići (471)
• Grebenac (1017)
• Gredetin (659)
• Grejač (696)
• Grevci (415)
• Grezna (329)
• Grgaje (87)
• Grgetek (85)
• Grgurevci (1312)
• Grgurovce (420)
• Grivac (458)
• Grivska (357)
• Grkinja (771)
• Grkljane (468)
• Grlište (857)
• Grljan (2839)
• Grnčar (159)
• Grnčara (654)
• Grobnice (254)
• Grocka (8338)
• Groznatovci (40)
• Grošnica (1280)
• Grubetiće (259)
• Grudaš (280)
• Grujinci (93)
• Grušić (874)
• Gruža (201)
• Grčac (1176)
• Grčak (145)
• Grčić (334)
• Guberevac, Knić (790)
• Guberevac, Leskovac (1875)
• Guberevac, Sopot (646)
• Guberevci (804)
• Gubetin (225)
• Gubin Do (451)
• Guceviće (67)
• Gudurica (1267)
• Gugalj (280)
• Gujiće (133)
• Gukoš (332)
• Gulenovci (60)
• Gulijan (201)
• Gumerište (26)
• Gunaroš (1441)
• Guncati, Barajevo (2102)
• Guncati, Knić (943)
• Gunjaci (1359)
• Gunjetina (97)
• Gunjevac (497)
• Gunjica (152)
• Gurdijelje (93)
• Gurgutovo (59)
• Guriševci (153)
• Guča (vas) (2010)
• Guča (2022)
• Guševac (320)
• Gvozdac (642)
• Gvozdenović (468)

## H
Hajdukovo (2482)
• Hajdučica (1375)
• Halovo (856)
• Hercegovačka Goleša (430)
• Hetin (763)
• Hisarđik (285)
• Horgoš (6325)
• Hotkovo (193)
• Hrta (130)
• Hrtkovci (3428)
• Hum  (1450)

## I
Idvor (1198)
• Igrište, Kuršumlija (42)
• Igrište, Leskovac (292)
• Igroš (637)
• Ilandža (1727)
• Ilince (136)
• Ilinci (827)
• Ilino (121)
• Inovo (100)
• Inđija (26247)
• Irig (4848)
• Iričići (40)
• Isakovo (646)
• Iskrovci (38)
• Istočni Mojstir (138)
• Ivan Kula (39)
• Ivanje, Bojnik (88)
• Ivanje, Prijepolje (1140)
• Ivanjica (12350)
• Ivankovac (267)
• Ivanovci (468)
• Ivanovo  (1131)
• Ivanča (813)
• Ivezići (170)
• Ivkovački Prnjavor (102)
• Izatovci (31)
• Izbenica (531)
• Izbice (1949)
• Izbičanj (46)
• Izbište (1728)
• Izrok (107)
• Izumno (357)
• Izvarica (376)
• Izvor, Paraćin  (929)
• Izvor, Babušnica (263)
• Izvor, Bosilegrad (115)
• Izvor, Pirot (781)
• Izvor, Svrljig (722)
• Iđoš (2174)

## J
Jablanica, Boljevac (435)
• Jablanica, Bujanovac (109)
• Jablanica, Gornji Milanovac (331)
• Jablanica, Kruševac (642)
• Jablanica, Novi Pazar (27)
• Jablanica, Tutin (85)
• Jablanica, Čajetina (924)
• Jablanka (281)
• Jabuka, Pančevo  (6312)
• Jabuka, Prijepolje (502)
• Jabukovac (1884)
• Jabukovik (97)
• Jabučevo (22)
•Jabučje, Pivara (154)
• Jabučje, Lajkovac (3250)
• Jadranska Lešnica (2088)
• Jagličje (92)
• Jagnjilo, Vladičin Han (106)
• Jagnjilo, Mladenovac (2279)
• Jagodina (35589)
• Jagoštica (152)
• Jajčić (407)
• Jakalj (472)
• Jakovac (349)
• Jakovlje (352)
• Jakovljevo (461)
• Jakovo (5949)
• Jalbotina (104)
• Jalovik Izvor (238)
• Jalovik (1950)
• Jamena (1130)
• Janja (37)
• Jankov Most (636)
• Janošik (1171)
• Janča (332)
• Jančići (204)
• Jarak (2235)
• Jarebice, Loznica (1324)
• Jarebice, Tutin (215)
• Jarešnik (96)
• Jarkovac (1817)
• Jarkovci (604)
• Jarmenovci (563)
• Jarsenovo (428)
• Jarčujak (836)
• Jasenak (664)
• Jasenica, Negotin (581)
• Jasenica, Valjevo (427)
• Jasenica, Žitorađa (989)
• Jasenje (210)
• Jasenov Del (198)
• Jasenovik  (416)
• Jasenovo, Bela Crkva (1446)
• Jasenovo, Despotovac (882)
• Jasenovo, Nova Varoš (272)
• Jasika (2040)
• Jasikovica (670)
• Jasikovo (717)
• Jastrebac, Bujanovac (19)
• Jastrebac, Vladičin Han (221)
• Jastrebac, Vlasotince (423)
• Javor (18)
• Javorje (1)
• Javorska Ravna Gora (139)
• Jazak (1100)
• Jazovik (144)
• Jazovnik (599)
• Jazovo (978)
• Jaša Tomić (2982)
• Jašunja (514)
• Jelakci (437)
• Jelav (679)
• Jelača (254)
• Jelašnica, Niška Banja  (1695)
• Jelašnica, Knjaževac (212)
• Jelašnica, Leskovac (289)
• Jelašnica, Surdulica (1173)
• Jelašnica, Zaječar (153)
• Jelen Do (167)
• Jelenac (375)
• Jelenča (1803)
• Jeliće (100)
• Jelovac (349)
• Jelovica (113)
• Jelovik, Aranđelovac (480)
• Jelovik, Bajina Bašta (212)
• Jermenovci (1033)
• Jevik (60)
• Jevremovac (3310)
• Jezdina (267)
• Jezero, Despotovac (433)
• Jezero, Sjenica (24)
• Jezero, Sokobanja (310)
• Jezgroviće (237)
• Ježevica (1330)
• Jova (21)
• Jovac, Vladičin Han (93)
• Jovac, Ćuprija (1258)
• Jovanja (310)
• Jovanac (1165)
• Jovanovac, Merošina (513)
• Jovanovce (43)
• Jovine Livade (11)
• Jošanica, Sokobanja (898)
• Jošanica, Žagubica (671)
• Jošanička Banja (1154)
• Jošanički Prnjavor (45)
• Joševa, Loznica (1123)
• Joševa, Ub (455)
• Joševa, Valjevo (272)
• Jošje (291)
• Jug Bogdanovac (474)
• Jugovac (146)
• Jugovići (168)
• Junkovac, Lazarevac (984)
• Junkovac, Topola (945)
• Junčevići (301)
• Južni Kočarnik (41)

## K
Kacabać (668)
• Kacapun (74)
• Kadina Luka (508)
• Kajtasovo (287)
• Kalabovce (102)
• Kalafati (273)
• Kalanjevci (744)
• Kalenić (888)
• Kalenići (331)
• Kalenićki Prnjavor (154)
• Kalenovac (27)
• Kaletinac (101)
• Kalimance (108)
• Kalimanići (181)
• Kalinovac (480)
• Kalipolje (21)
• Kaličina (256)
• Kalište (478)
• Kalna, Crna Trava (147)
• Kalna, Knjaževac (553)
• Kalovo (48)
• Kaludra, Prokuplje (103)
• Kaludra, Rekovac (327)
• Kaluđerce (206)
• Kaluđerica (22248)
• Kaluđerovići (164)
• Kaluđerovo, Babušnica (273)
• Kaluđerovo, Bela Crkva (132)
• Kambelevci (419)
• Kamena Gora (210)
• Kamenare (474)
• Kamendol (1067)
• Kamenica, Niš  (1651)
• Kamenica, Aleksinac (103)
• Kamenica, Bojnik (276)
• Kamenica, Dimitrovgrad (30)
• Kamenica, Gornji Milanovac (37)
• Kamenica, Koceljeva (696)
• Kamenica, Stragari (431)
• Kamenica, Kraljevo (180)
• Kamenica, Loznica (189)
• Kamenica, Užice (272)
• Kamenica, Valjevo (1005)
• Kamenjani (283)
• Kamenjača (373)
• Kamenovo (1010)
• Kamešnica (442)
• Kamijevo (347)
• Kamik (112)
• Kandalica (52)
• Kanjevina (65)
• Kanjiža (10200)
• Kaona, Kučevo (712)
• Kaona, Lučani (453)
• Kaona, Vladimirci (341)
• Srbija|Kaonik (1460)
• Kapidžija (1485)
• Kapit (253)
• Karadak (72)
• Karadnik (455)
• Karajukića Bunari (116)
• Karamanica (83)
• Karan (582)
• Karanovac (409)
• Karaula (63)
• Karavukovo (4991)
• Karađorđevac (417)
• Karađorđevo, Bačka Palanka (1012)
• Karađorđevo, Bačka Topola (590)
• Karbulovo (520)
• Kare (54)
• Karlovčić (1243)
• Karoševina (199)
• Kasidol (744)
• Kasidoli (455)
• Kastrat (267)
• Katići (125)
• Katrga (1042)
• Katun, Aleksinac (571)
• Katun, Vranje (432)
• Kavadar (456)
• Kavilo (233)
• Kaznoviće (527)
• Kać (11166)
• Kaćevo (55)
• Kačapor (72)
• Kačarevo  (7624)
• Kačer (507)
• Kačulice (609)
• Kašalj (35)
• Kaševar (336)
• Kašice (88)
• Kaštavar (68)
• Kelebija (2168)
• Keserovina (589)
• Kevi (887)
• Kijevac, Babušnica (54)
• Kijevac, Surdulica (183)
• Kijevci (151)
• Kijevo (549)
• Kikinda (41935)
• Kikojevac (187)
• Kisač (5471)
• Kisiljevo (718)
• Kladnica (362)
• Kladovo (9142)
• Kladurovo (476)
• Kladušnica (727)
• Klajić (289)
• Klanica (590)
• Klatičevo (281)
• Klačevica  (600)
• Klašnić (128)
• Klašnjice (39)
• Klek (2959)
• Klekova (158)
• Klenak (3246)
• Klenike (268)
• Klenje, Bela Palanka (54)
• Klenje, Bogatić (3253)
• Klenje, Golubac (493)
• Klenovac (250)
• Klenovnik (904)
• Klinci (269)
• Klinovac (539)
• Klisura, Bela Palanka (222)
• Klisura, Doljevac (184)
• Klisura, Surdulica (332)
• Klisurica, Prokuplje (250)
• Klisurica, Vranje (173)
• Kličevac (1329)
• Kljajićevo (6012)
• Ključ (498)
• Kloka (1146)
• Klokočevac (711)
• Klupci (7297)
• Knez Selo  (926)
• Kneževac, Knić (208)
• Kneževac, Sjenica (105)
• Kneževo (60)
• Knežica (586)
• Knežica (748)
• Knić (2294)
• Knićanin (2034)
• Knjaževac (19351)
• Kobilje, Brus (496)
• Kobilje, Kruševac (710)
• Kobilje, Malo Crniće (930)
• Kobišnica (1355)
• Koceljeva (4645)
• Kokošiće (124)
• Kolare (619)
• Kolari (1196)
• Kolunica (7)
• Kolut (1710)
• Komadine (218)
• Komanice (436)
• Komarane (254)
• Komarani (346)
• Komarica (198)
• Komirić (954)
• Komorane (113)
• Konak (996)
• Konarevo (3372)
• Konatice (909)
• Kondželj (180)
• Koniče (322)
• Konjarnik (104)
• Konjevići (788)
• Konjic (343)
• Konjino (913)
• Konjska Reka (112)
• Konjuh (1139)
• Konjuva (169)
• Konjuša, Knić (190)
• Konjuša, Osečina (143)
• Konopnica (989)
• Končarevo (1628)
• Končić (134)
• Končulj (1306)
• Kopajkošara (112)
• Kopanjane (70)
• Kopaonik (18)
• Kopitarce (75)
• Kopljare (1024)
• Koprivna (49)
• Koprivnica, Aleksinac (223)
• Koprivnica, Gadžin Han (99)
• Koprivnica, Novi Pazar (12)
• Koprivnica, Zaječar (532)
• Koprivštica (67)
• Koraćevac (192)
• Koraćica (1924)
• Korbevac (711)
• Korbovo (1067)
• Korbul (14)
• Korenita (2680)
• Koritnik (424)
• Korlaće (529)
• Korman, Aleksinac (773)
• Korman (692)
• [[Korman, Šabac] (393)
• Kosančić, Bojnik (416)
• Kosančić, Vrbas (163)
• Kosatica (353)
• Kosjerić (vas) (1023)
• Kosjerić (4116)
• Kosmača (108)
• Kosmovac (110)
• Kosovica (240)
• Kostadinovac (306)
• Kostajnik (1048)
• Kostenica (289)
• Kostojevići (495)
• Kostol (1053)
• Kostolac (vas) (1313)
• Kostolac (9313)
• Kostomlatica (22)
• Kostroševci (81)
• Kostur (311)
• Kosuriće (125)
• Kotešica (727)
• Kotraža, Stragari (304)
• Kotraža, Lučani (889)
• Kotroman (182)
• Kovanica (190)
• Kovanluk, Merošina (266)
• Kovanluk, Kraljevo (2133)
• Kovačeva Bara (167)
• Kovačevac, Jagodina (235)
• Kovačevac, Prijepolje (1613)
• Kovačevac (4349)
• Kovačevo (243)
• Kovači, Kraljevo (1297)
• Kovači, Raška (283)
• Kovači, Tutin (259)
• Kovačica (6764)
• Kovačice (203)
• Kovilj (5599)
• Kovilje (15)
• Kovilovo, Negotin (411)
• Kovilovo, Palilula  (1039)
• Kovin (14250)
• Kovioci (156)
• Kovizla (59)
• Kozare (362)
• Kozarica (213)
• Kozelj (476)
• Kozilo (8)
• Kozja (76)
• Kozjak (1102)
• Kozličić (237)
• Koznica, Aleksandrovac (148)
• Koznica, Vladičin Han (235)
• Koznik (27)
• Koćura (234)
• Kočane (1591)
• Kočetin (404)
• Kočine (107)
• Kočino Selo (952)
• Košarno (105)
• Koševi (393)
• Koševine (1049)
• Koštunići (660)
• Koželj (181)
• Kožetin (907)
• Kožince (105)
• Kožlje (618)
• Kožuar (708)
• Kragujevac (146373)
• Krajinoviće (91)
• Krajišnici (1048)
• Krajišnik (2241)
• Krajkovac (607)
• Kraljevci (1232)
• Kraljevo (930)
• Kraljevo (57411)
• Krasava (649)
• Krastavče (110)
• Kratovo (305)
• Kraviće (187)
• Kravlje  (430)
• Kravlji Do (355)
• Kremenica (29)
• Kremiće (62)
• Kremna (727)
• Krenta (137)
• Krepoljin (1696)
• Krežbinac  (547)
• Kriva Feja (870)
• Kriva Reka, Brus (519)
• Kriva Reka, Gornji Milanovac (102)
• Kriva Reka, Čajetina (1135)
• Krivaja, Bačka Topola (986)
• Krivaja, Blace (173)
• Krivaja, Sjenica (11)
• Krivaja, Šabac (952)
• Krivača, Golubac (429)
• Krivača, Lebane (414)
• Krivača, Lučani (171)
• Krivelj (1316)
• Krivi Del (198)
• Krivi Vir (549)
• Krnić (600)
• Krnja Jela (47)
• Krnjača (220)
• Krnjevo (4253)
• Krnješevci (1025)
• Krnji Grad (47)
• Krnule (1084)
• Krpejce (47)
• Krstac, Lučani (576)
• Krstac, Sjenica (30)
• Krstićevo (24)
• Krtinska (1177)
• Krtok (39)
• Krupac, Bela Palanka (144)
• Krupac, Pirot (1444)
• Krupaja (649)
• Krupanj (4912)
• Krušar (1546)
• Krušce  (879)
• Krušedol Prnjavor (277)
• Krušedol (388)
• Kruševa Glava (135)
• Kruševac (57347)
• Kruševica, Lazarevac (686)
• Kruševica, Prokuplje (47)
• Kruševica, Raška (150)
• Kruševica, Vlasotince (567)
• Kruševo, Novi Pazar (486)
• Kruševo, Prijepolje (36)
• Krušje (332)
• Kruščica, Arilje (474)
• Kruščica, Bela Crkva (989)
• Kruščić (2353)
• Krvavci (311)
• Krvavica (862)
• Krvije (499)
• Krće (337)
• Krćevac (775)
• Krčedin (2878)
• Krčmar (485)
• Krčmare (150)
• Kršanje (167)
• Krševica (486)
• Kršna Glava (221)
• Kržava (806)
• Kržince (257)
• Kucura (4663)
• Kudreš (193)
• Kujavica (244)
• Kukavica, Vladičin Han (20)
• Kukavica, Vlasotince (535)
• Kukići (574)
• Kukljin (1794)
• Kukujevci (2252)
• Kukulovce (298)
• Kukurovići (66)
• Kula, Malo Crniće (699)
• Kula (19301)
• Kulina (731)
• Kulinovci (413)
• Kulpin (2976)
• Kumane, Veliko Gradište (431)
• Kumane, Novi Bečej (3814)
• Kumanica (240)
• Kumanovo (38)
• Kumarevo, Leskovac (825)
• Kumarevo, Vranje (283)
• Kunice, Valjevo (77)
• Kunovica  (101)
• Kunovo (532)
• Kupinik (349)
• Kupinince (134)
• Kupinovac (386)
• Kupinovo, Kuršumlija (67)
• Kupinovo, Pećinci (2047)
• Kupusina, Velika Plana (267)
• Kupusina, Apatin (2356)
• Kupuzište (317)
• Kurbalija (146)
• Kurići (108)
• Kurjače (964)
• Kuršumlija (13639)
• Kuršumlijska Banja (151)
• Kusa Vrana (166)
• Kusadak (5691)
• Kusić (1361)
• Kusiće (742)
• Kusovac (182)
• Kutleš (651)
• Kutlovac (180)
• Kutlovo, Stanovo (236)
• Kutlovo, Kuršumlija (37)
• Kuzmin (3391)
• Kuzmičevo (133)
• Kućane (117)
• Kućani (256)
• Kučajna (468)
• Kučevo (4506)
• Kučin (169)
• Kušiljevo (2569)
• Kušići (555)
• Kuštica (175)
• Kuštilj (806)

## L
Labukovo (122)
• Ladovica (904)
• Lajkovac (1950)
• Lajkovac (3443)
• Lalinac, Niš  (1828)
• Lalinac, Svrljig (445)
• Lalince (150)
• Lalinci (309)
• Lalinovac (250)
• Lalić (1646)
• Landol (1068)
• Lanište (68)
• Lapotince (647)
• Lapovo (vas) (806)
• Lapovo (7422)
• Lasovo (358)
• Latkovac (474)
• Latković (443)
• Latvica (323)
• Laudonovac (24)
• Lazac (865)
• Lazarevac, Blace (114)
• Lazarevac, Kruševac (671)
• Lazarevac (23551)
• Lazarevo Selo  (160)
• Lazarevo (3308)
• Lozarica (1521)
• Laznica (2063)
• Laćarak (10893)
• Laćisled (821)
• Lađevci (1258)
• Lebane (10004)
• Lebet (102)
• Lebina  (715)
• Lece (347)
• Ledinci (1641)
• Lelić (568)
• Lelići (381)
• Lenovac (204)
• Leović (318)
• Lepaja (674)
• Lepena (137)
• Lepenac (932)
• Lepenica (734)
• Lepojević (362)
• Lepčince (125)
• Lesenovci (193)
• Leskova Bara (139)
• Leskova (335)
• Leskovac, Knić (294)
• Leskovac, Lazarevac (770)
• Leskovac, Petrovac na Mlavi (390)
• Leskovac, Zaječar (128)
• Leskovac (63185)
• Leskovica, Aleksandrovac (298)
• Leskovica, Babušnica (31)
• Leskovik, Niš  (300)
• Leskovik, Bela Palanka (24)
• Leskovo (431)
• Lesnica (159)
• Letovica (1126)
• Letovište (177)
• Leušići (162)
• Leva Reka (80)
• Levići (152)
• Levosoje (840)
• Levovik (162)
• Leča (319)
• Leševo (324)
• Lešje  (422)
• Lešnica (4731)
• Leštane (8492)
• Ležimir (947)
• Lijeva Reka (14)
• Likodra (874)
• Linovo (118)
• Lipar (1807)
• Lipe, Žagubica (15)
• Lipe, Smederevo (3338)
• Lipenović (603)
• Lipica (82)
• Liplje (372)
• Lipnica, Knić (567)
• Lipnica, Loznica (974)
• Lipnica, Čačak (621)
• Lipnički Šor (2673)
• Lipolist (2582)
• Lipova (955)
• Lipovac, Aleksinac (418)
• Lipovac, Gornji Milanovac (304)
• Lipovac, Kruševac (345)
• Lipovac, Ražanj (298)
• Lipovac, Topola (558)
• Lipovac, Vranje (79)
• Lipovica, Despotovac (450)
• Lipovica, Lebane (147)
• Lipovica, Leskovac (1287)
• Lipovica, Vlasotince (454)
• Lis (257)
• Lisa (1113)
• Lisice (383)
• Lisina (52)
• Liso Polje (278)
• Lisović (1057)
• Livađe (174)
• Ličin Dol (139)
• Ličje (414)
• Loboder (53)
• Lojanice (641)
• Lok (1255)
• Lokva (69)
• Lokve (2002)
• Lomnica, Rekovac (186)
• Lomnica, Despotovac (1033)
• Lonjin (337)
• Lončanik (551)
• Lopardince (825)
• Lopatanj (1330)
• Lopatnica (303)
• Lopaš, Požega (571)
• Lopaš, Trstenik (800)
• Lopušnik (463)
• Lopužnje (70)
• Loret (265)
• Lovci, Jagodina (861)
• Lovci, Kruševac (228)
• Lovćenac (3693)
• Lozan (210)
• Lozane (49)
• Lozanj (340)
• Lozna (380)
• Loznac (176)
• Loznica, Valjevo (660)
• Loznica, Čačak (401)
• Loznica (19863)
• Lozničko Polje (7922)
• Lozno (133)
• Lozovik, Jagodina (328)
• Lozovik, Velika Plana (5607)
• Loćika, Aleksinac (380)
• Loćika, Rekovac (519)
• Ločevci (90)
• Lubnica (1052)
• Lug, Bajina Bašta (2555)
• Lug, Beočin (801)
• Lugare (389)
• Lugavčina (3384)
• Luka (612)
• Lukar (139)
• Lukarce (31)
• Lukare (489)
• Lukarsko Goševo (850)
• Lukavac, Kruševac (287)
• Lukavac, Valjevo (1054)
• Lukavica, Dimitrovgrad (429)
• Lukavica, Lazarevac (455)
• Lukavica, Tutin (242)
• Luke (1037)
• Lukino Selo (598)
• Lukićevo (2077)
• Lukocrevo (186)
• Lukomir (960)
• Lukovica (778)
• Lukovo, Boljevac (704)
• Lukovo, Kuršumlija (366)
• Lukovo, Raška (38)
• Lukovo, Svrljig (277)
• Lukovo, Vranje (200)
• Lunjevac (607)
• Lunjevica (512)
• Lučane (1091)
• Lučani (vas) (328)
• Lučani (4309)
• Lučnica (2192)
• Lučnice (169)
• Lučina (927)
• Lužane (942)
• Lužnice (1065)

## Lj
Ljanik (29)
• Ljepojevići (126)
• Ljevaja (115)
• Lješnica (236)
• Lještansko (418)
• Ljig (2979)
• Ljiljance (535)
• Ljuba (559)
• Ljubanje (708)
• Ljubatovica (87)
• Ljubava (525)
• Ljuberađa (287)
• Ljubinci (323)
• Ljubinić (855)
• Ljubinje, Veliko Gradište (409)
• Ljubić, Knić (385)
• Ljubić, Čačak (61)
• Ljubičevac, Kladovo (458)
• Ljubičevac, Stragari (83)
• Ljubiš (705)
• Ljubovija (4130)
• Ljukovo (1604)
• Ljuljaci (369)
• Ljupten (408)
• Ljutaje (88)
• Ljutež (281)
• Ljutice, Koceljeva (593)
• Ljutice, Požega (432)
• Ljutova, Kuršumlija (37)
• Ljutovnica (190)
• Ljutovo (1181)
• Ljuša (109)

## M
Magaš (204)
• Maglić (2695)
• Maglič (45)
• Magovo (24)
• Majdan, Gornji Milanovac (513)
• Majdan, Novi Kneževac (292)
• Majdanpek (10071)
• Majdevo (491)
• Majilovac (1024)
• Majinović (163)
• Majkovac (23)
• Majur, Jagodina (2777)
• Majur, Šabac (6854)
• Makce (975)
• Makovište (893)
• Makrešane (1618)
• Makvište (24)
• Mala Biljanica (207)
• Mala Bosna (1245)
• Mala Braina (13)
• Mala Bresnica (135)
• Mala Draguša (157)
• Mala Drenova (735)
• Mala Grabovnica, Brus (182)
• Mala Grabovnica, Leskovac (275)
• Mala Ivanča (1701)
• Mala Jasikova (332)
• Mala Ježevica (304)
• Mala Kamenica (392)
• Mala Kopašnica (255)
• Mala Kosanica (130)
• Mala Krsna (1753)
• Mala Kruševica (317)
• Mala Moštanica (1665)
• Mala Plana, Prokuplje (608)
• Mala Plana, Smederevska Palanka (887)
• Mala Reka, Bajina Bašta (489)
• Mala Reka, Kruševac (174)
• Mala Reka, Trgovište (21)
• Mala Remeta (151)
• Mala Sugubina (333)
• Mala Vranjska (801)
• Mala Vrbica, Kladovo (783)
• Mala Vrbica, Stragari (249)
• Mala Vrbica, Mladenovac (368)
• Mala Vrbnica, Brus (223)
• Mala Vrbnica, Kruševac (262)
• Malajnica (683)
• Male Pijace (1988)
• Maletina (188)
• Maleševo, Golubac (291)
• Maleševo, Rekovac (146)
• Mali Beograd (524)
• Mali Bošnjak (300)
• Mali Crljeni (885)
• Mali Drenovac (176)
• Mali Izvor, Boljevac (565)
• Mali Izvor, Zaječar (454)
• Mali Iđoš (5465)
• Mali Jasenovac (284)
• Mali Jovanovac (144)
• Mali Krčimir (256)
• Mali Kupci (407)
• Mali Pesak (115)
• Mali Popović (445)
• Mali Požarevac (1479)
• Mali Radinci (598)
• Mali Suvodol (281)
• Mali Trnovac (343)
• Mali Vrtop (150)
• Mali Zvornik (4736)
• Mali Šenj (100)
• Mali Šiljegovac (657)
• Mali Žam (379)
• Maljević (341)
• Maljurevac (548)
• Malo Bavanište (420)
• Malo Bonjince (115)
• Malo Crniće (882)
• Malo Golovode (2369)
• Malo Gradište (377)
• Malo Krušince (145)
• Malo Krčmare (486)
• Malo Laole (635)
• Malo Orašje (1139)
• Malo Središte (120)
• Malo Vojlovce (208)
• Malošište (2933)
• Malča  (1202)
• Mana (227)
• Manajle (60)
• Manastir (2)
• Manastirica, Kladovo (250)
• Manastirica, Petrovac (748)
• Manić (551)
• Manjak (641)
• Manjinac (122)
• Manojlica (272)
• Manojlovce (778)
• Manojlovci (144)
• Manđelos (1533)
• Maovi (717)
• Maradik (2298)
• Marenovo (453)
• Margance, Trgovište (38)
• Margance, Vranje (20)
• Margita (1047)
• Marina Kutina (347)
• Marinovac (305)
• Maričiće (54)
• Markova Crkva (110)
• Markovac, Mladenovac (674)
• Markovac, Velika Plana (3228)
• Markovac, Vršac (329)
• Markovica (193)
• Markoviće (52)
• Markovićevo (216)
• Marovac (123)
• Martinci (3639)
• Martonoš (2183)
• Maršić (294)
• Maskar (236)
• Maskare (539)
• Maskova (254)
• Masloševo (478)
• Masurica (1245)
• Masurovci (28)
• Matarova (83)
• Mataruge, Kraljevo (383)
• Mataruge, Prijepolje (164)
• Mataruška Banja (2732)
• Matijevac (750)
• Mazarać (197)
• Mazgoš (27)
• Maćedonce, Retkocersko (81)
• Maćedonce (236)
• Maćija (126)
• Mačevac (217)
• Mačina (67)
• Mačja Stena (29)
• Mačkat (806)
• Mačkatica (259)
• Mačkovac, Kruševac (1295)
• Mačkovac, Kuršumlija (298)
• Mačvanska Mitrovica (3896)
• Mačvanski Metković (1244)
• Mačvanski Pričinović (1976)
• Mađare (174)
• Mađer (153)
• Mađere, Prokuplje (363)
• Mađere, Ražanj (525)
• Mašoviće (119)
• Mažići (261)
• Medare (384)
• Medevce (82)
• Medojevac (165)
• Medovine (163)
• Medoševac, Niš  (2704)
• Medoševac, Lazarevac (925)
• Medveđa, Despotovac (880)
• Medveđa, Trstenik (2694)
• Medveđa (2810)
• Medveđica (44)
• Mehane (54)
• Mehovine (615)
• Mekiš (1137)
• Melaje (431)
• Melenci (6737)
• Meljak (1772)
• Meljanica (163)
• Melnica (924)
• Melovo (63)
• Merdare (139)
• Merđelat (147)
• Merovac (174)
• Merošina (873)
• Merćez (26)
• Mesarci (592)
• Mesič (227)
• Metikoš (688)
• Metlić (1190)
• Metovnica (1331)
• Metriš (392)
• Mezdraja (33)
• Mezgraja, Niš  (575)
• Mezgraja, Babušnica (57)
• Mečji Do (44)
• Mečkovac (169)
• Međa, Leskovac (872)
• Međa, Žitište (1155)
• Međani (80)
• Međugor (176)
• Međuhana (187)
• Međulužje (2431)
• Međureč (430)
• Međurečje, Ivanjica (156)
• Međurečje, Kraljevo (98)
• Međuvršje (82)
• Meševo (626)
• Mihajlovac, Negotin (718)
• Mihajlovac, Smederevo (3093)
• Mihajlovo (1004)
• Mijajlica (190)
• Mijajlovac (548)
• Mijakovce (37)
• Mijani (25)
• Mijatovac (1712)
• Mijači (193)
• Mijoska (750)
• Mijovce (67)
• Mikulovac (385)
• Milakovac (593)
• Milakovići (66)
• Milanovac (445)
• Milanovo, Leskovac (546)
• Milanovo, Vranje (273)
• Milatkoviće (161)
• Milatovac, Batočina (584)
• Milatovac, Žagubica (828)
• Milatovići (760)
• Milavac (223)
• Milavčići (432)
• Milentija (184)
• Miletićevo (622)
• Milevci (140)
• Mileševo, Prijepolje (121)
• Mileševo, Bečej (1118)
• Miliješ (644)
• Milina (228)
• Miliva (1059)
• Milivojce (122)
• Miliće (293)
• Milićevci (944)
• Milićevo Selo (694)
• Milići (38)
• Miličinica (913)
• Miljević (527)
• Miljevići (455)
• Miljkovac, Niš  (253)
• Miljkovac, Gadžin Han (50)
• Miljkovac, Knjaževac (154)
• Miljkovica (62)
• Milojkovac (7)
• Milorci (407)
• Miločaj (1085)
• Milošev Do (126)
• Miloševac, Velika Plana (3426)
• Miloševac, Šabac (95)
• Miloševo, Jagodina (1229)
• Miloševo, Negotin (517)
• Milutinovac (186)
• Milutovac (1917)
• Milušinac (382)
• Minićevo (828)
• Miokovci (1063)
• Miokus (406)
• Mionica, Kosjerić (184)
• Mionica (vas) (1446)
• Mionica (1723)
• Miranovac (43)
• Miranovačka Kula (17)
• Miratovac (2774)
• Miraševac (742)
• Mirijevo (474)
• Mirilovac  (835)
• Mirkovci (20)
• Mirnica (60)
• Mironić (99)
• Mirosaljci, Arilje (847)
• Mirosaljci, Lazarevac (1658)
• Mirovo (183)
• Miroč (406)
• Miroševce (1053)
• Misača (781)
• Mislođin (2313)
• Mitrova (996)
• Mićunovo (516)
• Mišar (2217)
• Mišević (233)
• Miševići (112)
• Mišićevo (446)
• Mišljenovac (465)
• Miščiće (231)
• Mladenovac (vas) (1539)
• Mladenovac (22114)
• Mladenovo (3358)
• Mlanča (260)
• Mlačište (29)
• Mlekominci (124)
• Modra Stena (257)
• Modrica (764)
• Mojinci (34)
• Mojković (790)
• Mojsinje, Ćićevace (36)
• Mojsinje, Čačak (869)
• Moklište (492)
• Mokra (315)
• Mokra Gora (605)
• Mokranje (710)
• Mokrin (5918)
• Mol (6786)
• Molovin (298)
• Morani (198)
• Moravac (1785)
• Moravci (665)
• Moravski Bujmir (207)
• Morović (2164)
• Mosna (787)
• Motrić (175)
• Mozgovo (1632)
• Močioci (143)
• Mošorin (2763)
• Moštanica (442)
• Mramor  (725)
• Mramorac (613)
• Mramorak (3145)
• Mramorski Potok  (312)
• Mramorsko Brdo (67)
• Mratišić (345)
• Mrkonje (44)
• Mrkovica (14)
• Mrljak (26)
• Mrmoš (802)
• Mrovska (508)
• Mrsać (1350)
• Mrtvica (380)
• Mrveš (116)
• Mrzenica (221)
• Mrčajevci (2676)
• Mrče (93)
• Mrčić (192)
• Mrčići (297)
• Mrčkovac (328)
• Mrčkovina (33)
• Mrđenovac (697)
• Mršelj (164)
• Mršelji (219)
• Mršinci (1359)
• Mrštane (1431)
• Mudrakovac (3366)
• Muhovac (570)
• Muhovo (545)
• Mur (3407)
• Mure (148)
• Murgaš (559)
• Musina Reka (274)
• Mustapić (740)
• Musulj (125)
• Mutanj (104)
• Muzaće (152)
• Mučibaba (110)
• Mušići (433)
• Muškovina (34)
• Mušvete (277)
• Mužinac (459)

## N
Naboje (218)
• Nabrđe (346)
• Nadalj (2202)
• Nadrlje (229)
• Nadumce (161)
• Nakovo (2419)
• Nakrivanj (1315)
• Nakučani, Gornji Milanovac (123)
• Nakučani, Šabac (640)
• Namga (189)
• Nanomir (239)
• Nastavce (52)
• Natalinci (834)
• Naupare (580)
• Navalin (898)
• Nazarica (76)
• Našuškovica (295)
• Negbina (475)
• Negosavlje (426)
• Negotin (17758)
• Negotinac (26)
• Negovac (39)
• Negrišori (549)
• Nemenikuće (2058)
• Nepričava (679)
• Neradin (551)
• Neresnica (2365)
• Nesalce (1203)
• Nesvrta, Leskovac (128)
• Nesvrta, Vranje (132)
• Neuzina (1371)
• Nevada (30)
• Nevade (549)
• Neštin (900)
• Nikinci (2216)
• Nikojevići (416)
• Nikola Tesla (3532)
• Nikolinac (418)
• Nikolinci (1240)
• Nikoličevo (833)
• Nikšić (148)
• Niš  (173724)
• Niševac (523)
• Niška Banja (4437)
• Nišor (162)
• Nomanica (317)
• Norča (992)
• Nosoljin (260)
• Nova Božurna (239)
• Nova Brezovica (125)
• Nova Crnja (1861)
• Nova Crvenka (524)
• Nova Gajdobra (1409)
• Nova Pazova (18214)
• Nova Topola (121)
• Nova Varoš (10335)
• Novaci, Aleksandrovac (402)
• Novaci, Ub (879)
• Novi Banovci (9358)
• Novi Bečej (14452)
• Novi Bračin (568)
• Novi Glog (137)
• Novi Itebej (1315)
• Novi Karlovci (3036)
• Novi Kneževac (7581)
• Novi Kozarci (2277)
• Novi Kozjak (768)
• Novi Milanovac (406)
• Novi Pazar (54604)
• Novi Sad (191405)
• Novi Sip (909)
• Novi Slankamen (3455)
• Novi Zavoj (1458)
• Novi Đurovac (13)
• Novi Žednik (2848)
• Novo Korito (208)
• Novo Lanište (694)
• Novo Miloševo (6763)
• Novo Momčilovo (85)
• Novo Orahovo (2029)
• Novo Selo, Bela Palanka (46)
• Novo Selo, Gadžin Han (47)
• Novo Selo, Kanjiža (211)
• Novo Selo, Kuršumlija (75)
• Novo Selo, Lebane (207)
• Novo Selo, Leskovac (120)
• Novo Selo, Loznica (1404)
• Novo Selo, Prokuplje (362)
• Novo Selo, Raška (351)
• Novo Selo, Sokobanja (56)
• Novo Selo, Surdulica (87)
• Novo Selo, Trgovište (145)
• Novo Selo, Velika Plana (1256)
• Novo Selo, Vladimirci (106)
• Novo Selo, Vrnjačka Banja (3952)
• Nozrina (743)
• Noćaj (2120)
• Noćaje (77)

## Nj
Njegoševo (632)

## O
Obajgora (834)
• Obilić (94)
• Oblačina (443)
• Oblička Sena (52)
• Obornjača, Ada (389)
• Obornjača, Bačka Topola (2)
• Obradovce (31)
• Obražda (34)
• Obrenovac, Pirot (143)
• Obrenovac (23620)
• Obrež, Pećinci (1400)
• Obrež, Varvarin (3221)
• Obrovac (3177)
• Obrtince (14)
• Obrva (720)
• Odojeviće (50)
• Odžaci (1562)
• Odžaci (9940)
• Ogar (1143)
• Oglađenovac (636)
• Oholje (179)
• Ojkovica (290)
• Okletac (622)
• Okolište (141)
• Okose (36)
• Okruglica, Svrljig (226)
• Okruglica, Trstenik (261)
• Omoljica  (6518)
• Opaljenik (273)
• Oparić (963)
• Oplanići (456)
• Oplanići (911)
• Opornica (452)
• Opovo (4693)
• Orahovo (34)
• Orane (152)
• Oraovac (336)
• Oraovica, Crkovnica (152)
• Oraovica, Grdelica (2210)
• Oraovica, Preševo (3774)
• Orašac, Aranđelovac (1462)
• Orašac, Leskovac (582)
• Orašac, Obrenovac (707)
• Orašac, Prijepolje (204)
• Orašac, Šabac (404)
• Oraše (455)
• Orašje, Varvarin (698)
• Orašje, Vlasotince (934)
• Oreovac, Niš  (370)
• Oreovac, Bela Palanka (54)
• Oreovica, Pirot (128)
• Oreovica, Žabari (862)
• Orešac, Knjaževac (335)
• Orešac, Vršac (420)
• Oreškovica (911)
• Orešković (696)
• Orid (192)
• Orlja Glava (131)
• Orlja (75)
• Orljane (1612)
• Orlje (255)
• Orljevo (260)
• Orlovac (17)
• Orlovat (1789)
• Orom (1561)
• Orovička Planina (201)
• Oruglica (173)
• Osanica (1187)
• Osaonica, Novi Pazar (284)
• Osaonica, Trstenik (37)
• Osečenica (795)
• Osečina  (944)
• Osečina (3172)
• Osipaonica (4071)
• Osladić (592)
• Oslare (904)
• Osmakova (292)
• Osnić (1340)
• Osoje, Novi Pazar (966)
• Osoje, Prijepolje (526)
• Osonica (860)
• Osredci (474)
• Ostatovica (83)
• Ostojićevo (2844)
• Ostra (1091)
• Ostra Glava (72)
• Ostrc (128)
• Ostrikovac (574)
• Ostrovica, Niška Banja (603)
• Ostrovica, Tutin (40)
• Ostrovica, Vladičin Han (39)
• Ostrovo, Požarevac (685)
• Ostrovo, Veliko Gradište (300)
• Ostrozub (1)
• Ostružanj  (588)
• Otanj (412)
• Otroci (543)
• Ovsinjinac (237)
• Ovsište (630)
• Ovča  (2567)
• Ovčar Banja (168)
• Ovčinja (582)
• Ozrem (343)
• Očage (409)
• Ošljane (256)
• Oštra Stijena (123)
• Oštrelj (654)

## P
Padej (2882)
• Padež, Leskovac (58)
• Padež, Kruševac (877)
• Padina, Kovačica (5760)
• Padina, Merošina (370)
• Padinska Skela  (9836)
• Pajazitovo (241)
• Pajež (90)
• Pajkovac (142)
• Pajsak (84)
• Pajsijević (545)
• Pakašnica (1929)
• Pakleštica (56)
• Paklje (120)
• Pakovraće (483)
• Paležnica (224)
• Paligrace  (353)
• Palikuća (387)
• Palilula (75)
• Palić (7745)
• Palja (18)
• Paljane (535)
• Paljevo (369)
• Paljevštica (56)
• Paljina  (272)
• Paljuvi (769)
• Palojce (484)
• Pambukovica (1173)
• Panevlje (209)
• Panjak (109)
• Panjevac, Aleksandrovac (292)
• Panjevac, Despotovac (519)
• Pankovo (416)
• Panojeviće (184)
• Panonija (798)
• Pančevo  (77087)
• Papiće (276)
• Papratište (291)
• Papratna (13)
• Parada (16)
• Parage (1039)
• Paralovo, Bosilegrad (133)
• Paralovo, Novi Pazar (982)
• Paramun (80)
• Paraćin  (25292)
• Parcane (542)
• Parcani (657)
• Pardik (385)
• Parmenac (240)
• Parta (444)
• Parunovac (2179)
• Parčin (266)
• Pasi Poljana  (2139)
• Pasjak (312)
• Pasjač (32)
• Pasjača, Prokuplje (35)
• Pasjača, Niš  (295)
• Pasji Potok (42)
• Paskašija (11)
• Paskovac (687)
• Paune (596)
• Pavlica (156)
• Pavličina (40)
• Pavliš (2237)
• Pavlje (178)
• Pavlovac, Topola (70)
• Pavlovac, Vranje (878)
• Pavlovci (460)
• Pačarađa (41)
• Pačir (2948)
• Pašinac (134)
• Paštrić (588)
• Pear (433)
• Pecka  (501)
• Pejinović (235)
• Pejkovac (1276)
• Pekčanica (309)
• Pepelj (180)
• Pepeljevac, Kruševac (2101)
• Pepeljevac, Kuršumlija (15)
• Pepeljevac, Lajkovac (733)
• Periš (220)
• Perlez (3818)
• Pertate (1559)
• Perunika (64)
• Perutina (204)
• Perućac (845)
• Pestiš (22)
• Petačinci (19)
• Petina (353)
• Petka, Lazarevac (1191)
• Petka, Požarevac (1285)
• Petkovica (967)
• Petlovača (1521)
• Petnica, Čačak (241)
• Petnica, Valjevo (614)
• Petrijevo (1093)
• Petrilje (63)
• Petrlaš (33)
• Petropolje (286)
• Petrovac, Lebane (47)
• Petrovac, Leskovac (108)
• Petrovac, Pirot (389)
• Petrovac, Prokuplje (436)
• Petrovac, Trgovište (13)
• Petrovac na Mlavi (7851)
• Petrovaradin (13973)
• Petrovo Polje (22)
• Petrovo Selo (129)
• Petrovčić (1406)
• Petruša (120)
• Pevaštica (35)
• Pećinci (2659)
• Pečanica (453)
• Pečenjevce (1776)
• Pečeno (125)
• Pečenog (460)
• Pilareta (26)
• Pilatovići (803)
• Pilica (653)
• Pinosava (2839)
• Pirkovac (34)
• Piroman (1008)
• Pirot (40678)
• Piskalje (30)
• Piskanja (486)
• Piskopovce (162)
• Piskupovo (216)
• Pivnice (3835)
• Plana, Paraćin  (1244)
• Plana, Kraljevo (39)
• Plana, Sjenica (37)
• Plandište (4270)
• Planina (204)
• Planinica, Dimitrovgrad (8)
• Planinica, Mionica (313)
• Planinica, Pirot (18)
• Planinica, Trstenik (198)
• Planinica, Zaječar (305)
• Plaskovac (559)
• Platičevo (2760)
• Plavce (296)
• Plavkovo (99)
• Plavna, Bač (1392)
• Plavna, Negotin (953)
• Plašće (85)
• Plažane (1541)
• Plenibabe (123)
• Pleš (403)
• Plešin (222)
• Pljakovo (78)
• Ploča, Aleksandrovac (400)
• Ploča, Bosilegrad (100)
• Ploča, Loznica (945)
• Pločica (2044)
• Pločnik, Prokuplje (182)
• Pločnik, Ćićevac (593)
• Plužac  (460)
• Plužina (370)
• Pobeda (342)
• Pobrđe, Novi Pazar (2176)
• Pobrđe, Raška (972)
• Pocerski Metković (857)
• Pocerski Pričinović (5992)
• Pocesje (54)
• Poda (17)
• Podgorac, Boljevac (2218)
• Podgorac, Ražanj (516)
• Podina (798)
• Podlokanj (217)
• Podnemić (420)
• Podrimce (283)
• Podunavci (1446)
• Podvis (369)
• Podvrška (1143)
• Poganovo (77)
• Pogled (627)
• Pojate (986)
• Pokrevenik (126)
• Pokrvenik, Raška (11)
• Pokrvenik, Tutin (276)
• Polatna (281)
• Poljaci (393)
• Poljana (1610)
• Poljane (455)
• Poljanice (544)
• Poljna (1214)
• Poljska Ržana (1349)
• Polokce (117)
• Polom, Gornji Milanovac (275)
• Polom, Vladičin Han (440)
• Polumir (309)
• Pomijača (201)
• Ponikovica (362)
• Ponikve (97)
• Ponor, Knjaževac (144)
• Ponor, Pirot (379)
• Ponorac (186)
• Popadić (773)
• Pope, Novi Pazar (83)
• Pope, Tutin (79)
• Popina (384)
• Popinci (1360)
• Popiće (314)
• Popova (224)
• Popovac, Niš  (2588)
• Popovac, Paraćin  (805)
• Popovac, Veliko Gradište (190)
• Popovce (379)
• Popovci (92)
• Popovica (487)
• Popović, Rača (412)
• Popović, Sopot (1545)
• Popovići (300)
• Popovnjak (337)
• Popučke (2607)
• Popšica (155)
• Porodin, Aleksinac (154)
• Porodin, Žabari (2036)
• Poroštica, Lebane (113)
• Poroštica, Medveđa (41)
• Poružnica (354)
• Poskurice (573)
• Poslon (264)
• Postenje, Ljubovija (383)
• Postenje, Novi Pazar (3471)
• Potkrš (124)
• Potok (282)
• Potočac  (1309)
• Potočanje (518)
• Potočić (449)
• Potopaće (512)
• Potporanj (311)
• Potreb (267)
• Potrkanje (83)
• Pozlata (125)
• Počekovina (838)
• Požarevac (41736)
• Požega, Novi Pazar (523)
• Požega (13206)
• Požegrmac (188)
• Požeženo (799)
• Požežina (251)
• Prahovo (1506)
• Pralja (17)
• Pranjani (1786)
• Pranjci (360)
• Praskovče (511)
• Pravoševo (85)
• Prača (2)
• Prebreza (329)
• Predejane (vas) (491)
• Predejane (1222)
• Predole (170)
• Predvorica (469)
• Prekadin (167)
• Prekašnica (23)
• Prekodolce (1625)
• Prekonoga (578)
• Prekonozi (173)
• Prekopeča (123)
• Prekopuce (125)
• Prekopčelica (508)
• Prekorađe (22)
• Preljina (1801)
• Premeća (320)
• Preobraženje (69)
• Preseka, Babušnica (268)
• Preseka, Ivanjica (520)
• Presečina (448)
• Preslap (251)
• Pretežana (114)
• Pretina (53)
• Pretoke (577)
• Pretrešnja (150)
• Pretrkovac (326)
• Prevalac (153)
• Prevetica (21)
• Prevešt (338)
• Preševo (13426)
• Prhovo (813)
• Priboj, Leskovac (642)
• Priboj, Vladičin Han (392)
• Priboj (19564)
• Pribojska Goleša (204)
• Pribojske Čelice (142)
• Pribovce (348)
• Pridoli (334)
• Pridvorica, Blace (124)
• Pridvorica, Bojnik (951)
• Pridvorica, Lajkovac (227)
• Pridvorica, Čačak (208)
• Pridvorice (870)
• Prigrevica (4781)
• Prijanovići (446)
• Prijepolje (15031)
• Prijevor (1576)
• Prijezdić (340)
• Prilepac (499)
• Prilike (1395)
• Prilipac (341)
• Prisjan (143)
• Prislonica (1591)
• Privina Glava (221)
• Pričevac (54)
• Pričević (519)
• Prkosava (317)
• Prlita (142)
• Prnjavor, Batočina (186)
• Prnjavor, Gornji Milanovac (107)
• Prnjavor, Šabac (3931)
• Prnjavor, Trstenik (318)
• Progar (1455)
• Progorelica (902)
• Progoreoci (1015)
• Prokuplje (27673)
• Prolesje (67)
• Prolom (111)
• Prosek (600)
• Protopopinci (55)
• Provaljenik (202)
• Provo (2355)
• Proštinac (254)
• Prugovac (318)
• Prugovo (774)
• Pružanj (202)
• Pružatovac (835)
• Prva Kutina (1900)
• Prvonek (203)
• Prćenova (159)
• Prćilovica (2410)
• Pržojne (52)
• Pudarci (1410)
• Puhovac (482)
• Puhovo (676)
• Pukovac (3956)
• Pusta Tušimlja (53)
• Pusto Šilovo (74)
• Pustovlah (28)
• Putinci (3244)
• Putnikovo (243)
• Pšanik (219)

## R
Rabas (150)
• Rabe (135)
• Rabenovac (128)
• Rabrovac (1400)
• Rabrovo (1219)
• Radalj (2497)
• Radaljevo (1010)
• Radaljica (152)
• Radanovci (531)
• Radejna (87)
• Radenka (803)
• Radenkovac (114)
• Radenković (1086)
• Radevce, Aleksinac (493)
• Radevce, Lebane (94)
• Radijevići (169)
• Radikina Bara (65)
• Radinac (4920)
• Radinjinci (288)
• Radinovac (75)
• Radičevac (59)
• Radičevci (164)
• Radičević (1332)
• Radljevo (607)
• Radmanovo (132)
• Radmilović (260)
• Radmirovac (200)
• Radobić (327)
• Radobuđa (387)
• Radoinja (690)
• Radojevo (1385)
• Radonjica (903)
• Radosinj (71)
• Radovanje (689)
• Radovašnica (238)
• Radovci (429)
• Radovnica (998)
• Radoševac, Babušnica (222)
• Radoševac, Golubac (261)
• Radoševo (370)
• Radošin (550)
• Radošiće (224)
• Raduhovce (402)
• Radujevac (1540)
• Radunje (87)
• Raduša, Tutin (90)
• Raduša, Ub (297)
• Raduša, Užice (524)
• Rafuna (131)
• Ragodeš (234)
• Rajac, Negotin (436)
• Rajac, Čačak (355)
• Rajetiće (63)
• Rajinac (233)
• Rajince (1954)
• Rajkinac (495)
• Rajkovac, Mladenovac (1639)
• Rajkovac, Topola (189)
• Rajković (350)
• Rajkoviće (29)
• Rajno Polje (739)
• Rajčetine (33)
• Rajčevce (11)
• Rajčilovci (1817)
• Rajčinoviće (537)
• Rajčinovićka Trnava (208)
• Rakari (513)
• Rakinac (1100)
• Rakita (340)
• Rakitovo, Jagodina (1729)
• Raklja (651)
• Rakov Dol (18)
• Rakova Bara (464)
• Rakova (778)
• Rakovac, Bujanovac (977)
• Rakovac, Novi Pazar (21)
• Rakovac, Raška (240)
• Rakovac, Beočin (1989)
• Rakovica, Čajetina (108)
• Ralja, Smederevo (1537)
• Ralja (2858)
• Raljin (50)
• Ram (294)
• Ramaća (340)
• Ramoševo (238)
• Ranatovce (65)
• Ranilović (1685)
• Rankova Reka (22)
• Ranovac (1779)
• Ranutovac (490)
• Rasna (1026)
• Rasnica (391)
• Rasno, Prijepolje (410)
• Rasno, Sjenica (401)
• Raspoganče (132)
• Rast (51)
• Rastenoviće (145)
• Rastina (566)
• Rastište (473)
• Rastovnica (69)
• Rataje (620)
• Ratajska (2088)
• Ratare  (610)
• Ratari, Obrenovac (603)
• Ratari, Smederevska Palanka (2035)
• Ratina (2715)
• Ratkovac (378)
• Ratković (461)
• Ratkovo (4118)
• Rautovo (35)
• Ravanica (784)
• Ravna Banja (364)
• Ravna Dubrava (450)
• Ravna Gora, Ivanjica (105)
• Ravna Gora, Vlasotince (151)
• Ravna Reka, Despotovac (380)
• Ravna Reka, Vladičin Han (167)
• Ravna (252)
• Ravnaja (323)
• Ravni, Brus (190)
• Ravni, Užice (558)
• Ravni Del, Leskovac (78)
• Ravni Del, Vlasotince (183)
• Ravni Do (102)
• Ravni Topolovac (1352)
• Ravni Šort (51)
• Ravnište, Brus (95)
• Ravnište, Kučevo (131)
• Ravnje, Sremska Mitrovica (1463)
• Ravnje, Valjevo (245)
• Ravno Bučje, Bujanovac (393)
• Ravno Bučje, Knjaževac (28)
• Ravno Selo (3478)
• Razbojna (479)
• Razgojna (904)
• Rača, Bajina Bašta (672)
• Rača, Kuršumlija (247)
• Rača, Priboj (1313)
• Rača (2744)
• Rađevo Selo (929)
• Rašanac (815)
• Raševica  (1215)
• Rašica (183)
• Raška (6619)
• Rašković (226)
• Raškoviće (164)
• Ražanj (1537)
• Raždaginja (418)
• Rdovo (136)
• Rebelj (136)
• Reka, Kladovo (278)
• Reka, Kraljevo (166)
• Rekovac (1930)
• Reljan (694)
• Reljinac (611)
• Reljinci (244)
• Repince (972)
• Repište (344)
• Resavica (mesto) (2365)
• Resavica (vas) (159)
• Resen (81)
• Resinac (224)
• Resnik, Babušnica (158)
• Resnik, Aerodrom (1147)
• Resnik, Sokobanja (857)
• Retkocer (96)
• Rečica, Bojnik (148)
• Rečica, Kladovo (45)
• Rečica, Požarevac (518)
• Rečica, Žitorađa (773)
• Rečice (265)
• Rečka (469)
• Reževiće (104)
• Rgaje (26)
• Rgotina (1721)
• Rgošte (319)
• Ribarci (39)
• Ribare, Jagodina (3165)
• Ribare, Kruševac (697)
• Ribare, Svrljig (296)
• Ribare, Žagubica (485)
• Ribari, Brus (356)
• Ribari, Šabac (2131)
• Ribarice (407)
• Ribariće (885)
• Ribarska Banja (277)
• Ribaševina (484)
• Ribnica (2779)
• Ribnice (471)
• Ribnik (304)
• Rikačevo (109)
• Riljac (730)
• Ripanj (10741)
• Ristovac (342)
• Ritiševo (509)
• Ritopek (2284)
• Ritošići (228)
• Rivica (657)
• Riđage (230)
• Riđake (427)
• Riđevštica (515)
• Riđica (2590)
• Rlica (41)
• Roanda (572)
• Robaje (511)
• Rogavčina (214)
• Rogača, Lučani (334)
• Rogača, Sopot (1046)
• Rogačica (768)
• Roge (424)
• Rogljevo (183)
• Rogojevac (404)
• Rokci, Aleksandrovac (213)
• Rokci, Ivanjica (480)
• Ropočevo (2363)
• Rosica (241)
• Rosići (316)
• Rosomač (60)
• Rovine, Ivanjica (109)
• Rovni (169)
• Roćevac (356)
• Roćevići (405)
• Rošci (489)
• Rožanci (523)
• Rožanstvo (457)
• Roždace (47)
• Rožina (753)
• Rsavci (399)
• Rsovac (395)
• Rsovci (183)
• Rtanj (182)
• Rtari (282)
• Rti (553)
• Rtkovo (1012)
• Rubribreza (811)
• Ruda Bukva (118)
• Rudare, Kuršumlija (246)
• Rudare, Leskovac (551)
• Rudenice (164)
• Rudine (159)
• Rudinje (217)
• Rudna Glava (2309)
• Rudnica, Raška (300)
• Rudnica, Tutin (74)
• Rudnik (1706)
• Rudnjak (278)
• Rudno (302)
• Rudovci (1787)
• Rujevac (522)
• Rujevica (260)
• Rujišnik (559)
• Rujište, Boljevac (470)
• Rujište, Ražanj (413)
• Rujkovac (267)
• Rujnik  (569)
• Ruklada (372)
• Ruma (32229)
• Rumenka (5729)
• Rumska (911)
• Runjani (2525)
• Rupeljevo (451)
• Ruplje (6)
• Rusce, Bujanovac (37)
• Rusce, Vranje (73)
• Ruski Krstur (5213)
• Rusko Selo (3328)
• Rusna (516)
• Rutevac (1094)
• Rutoši (887)
• Ručići (144)
• Ruđa (103)
• Ruđinci (2019)
• Ružić (181)
• Rvati, Obrenovac (1211)
• Rvati, Raška (687)
• Rđavica (40)
• Ržanica (317)

## S
Sagonjevo (118)
• Sainovina (810)
• Sajan (1348)
• Sakar (504)
• Sakule (2048)
• Salakovac (768)
• Salaš Crnobarski (1344)
• Salaš Noćajski (1879)
• Salaš (962)
• Samaila (1636)
• Samarinovac, Negotin (464)
• Samarinovac, Žitorađa (756)
• Samarnica (132)
• Samokovo (61)
• Samoljica (893)
• Samoš (1247)
• Sanad (1314)
• Sandalj (155)
• Sanković (239)
• Saranovo (1241)
• Saraorci (2413)
• Sastav Reka (40)
• Savinac, Bojnik (41)
• Savinac, Boljevac (365)
• Savino Selo (3351)
• Savković (321)
• Savovo (166)
• Saš (42)
• Sebevranje (136)
• Sebečevac (546)
• Sebečevo (897)
• Sebimilje (126)
• Sebrat (105)
• Sedlare (690)
• Sedlari (1313)
• Sedobro (322)
• Sefer (57)
• Sefkerin (2627)
• Sejace (246)
• Sekicol (57)
• Sekirača (29)
• Sekurič (816)
• Selačka (275)
• Selanac (485)
• Selenča (3279)
• Seleuš (1340)
• Selevac (3864)
• Selište, Kuršumlija (24)
• Selište, Prokuplje (16)
• Selište, Trstenik (928)
• Selište, Žagubica (453)
• Seljane (168)
• Seljašnica (774)
• Selova (180)
• Semedraž (264)
• Semegnjevo (300)
• Semeteš (152)
• Semče (309)
• Sena (232)
• Senaja (444)
• Seništa (262)
• Senje (1468)
• Senjski Rudnik (595)
• Senekos (44)
• Senta (20302)
• Seoce (115)
• Seone (994)
• Sepci (673)
• Sesalac (347)
• Severni Kočarnik (821)
• Severovo (294)
• Sevojno (7445)
• Sezemče (250)
• Seča Reka (853)
• Sečanica  (872)
• Sečanj (2647)
• Sibač (544)
• Sibnica, Kraljevo (243)
• Sibnica, Rekovac (234)
• Sibnica, Sopot (686)
• Sibnica, Žabari (407)
• Sibnica, Blace (470)
• Sige (704)
• Siget (247)
• Sijarina (359)
• Sijarinska Banja (568)
• Sijerač (201)
• Sikirica  (1038)
• Sikirje (153)
• Sikole (838)
• Silbaš (2849)
• Siljevica (165)
• Simino Brdo (244)
• Simićevo (1465)
• Sinja Glava (138)
• Sinjac (241)
• Sinji Vir  (251)
• Sinošević (918)
• Sinoševići (200)
• Siokovac (381)
• Sipić (507)
• Sirakovo (894)
• Sirdija  (330)
• Sirig (3010)
• Sirogojno (763)
• Sirča (1347)
• Sisevac  (18)
• Sitarice (178)
• Sitniče (778)
• Sivac (8992)
• Sivčina (252)
• Sićevo (1007)
• Sjenica (13161)
• Sjeverin (337)
• Skadar  (736)
• Skakavci (274)
• Skela (1855)
• Skobalj, Lajkovac (241)
• Skobalj, Smederevo (1880)
• Skokuće (105)
• Skorenovac (2574)
• Skorica (958)
• Skradnik (2)
• Skrapež (215)
• Skrađani (454)
• Skrobnica (178)
• Skrvenica (32)
• Skržuti (667)
• Skukovo (23)
• Skupljen (1030)
• Sladaja (788)
• Sladinac (191)
• Slanci  (1770)
• Slankamenački Vinogradi (266)
• Slatina, Bor (921)
• Slatina, Čačak (629)
• Slatina, Jagodina (228)
• Slatina, Knjaževac (124)
• Slatina, Kruševac (104)
• Slatina, Leskovac (639)
• Slatina, Loznica (214)
• Slatina, Negotin (479)
• Slatina, Novi Pazar (297)
• Slatina, Prijepolje (138)
• Slatina, Sopot (254)
• Slatina, Šabac (251)
• Slatina, Ub (413)
• Slavinja (49)
• Slavkovica (741)
• Slavnik (127)
• Slavujevac (482)
• Slavujevce (431)
• Slepčević (1714)
• Slivje (130)
• Slivnica, Dimitrovgrad (18)
• Slivnica, Vranje (143)
• Slišane (245)
• Slovac (307)
• Smederevo (62805)
• Smederevska Palanka (25300)
• Smedovac (163)
• Ivanjica (165)
• Smiljević (83)
• Smilov Laz (8)
• Smilovac (1052)
• Smilovci (163)
• Smoljinac (1873)
• Smoluća (294)
• Smrdan, Leskovac (155)
• Smrdan, Prokuplje (95)
• Smrdić (381)
• Snegotin (201)
• Soderce (326)
• Sokobanja (8407)
• Sokolac (104)
• Sokolići (182)
• Sokolovo (623)
• Solačka Sena (162)
• Solotuša (1066)
• Sombor (51471)
• Sonta (4992)
• Sopot, Pirot (367)
• Sopot (1752)
• Sopotnica, Gadžin Han (248)
• Sopotnica, Prijepolje (136)
• Sot (791)
• Sovač (133)
• Sovljak, Bogatić (618)
• Sovljak, Ub (1933)
• Sočica (170)
• Sočice (269)
• Spance (222)
• Spančevac (533)
• Sponce (179)
• Srbobran (13091)
• Srbovo (502)
• Srednja Dobrinja (481)
• Srednja Tušimlja (40)
• Srednjevo (530)
• Srednji Bučumet (207)
• Srednji Del (90)
• Srednji Salaš (172)
• Srednji Statovac (38)
• Sredor (260)
• Sremska Kamenica (11205)
• Sremska Mitrovica (39084)
• Sremska Rača (773)
• Sremski Karlovci (8839)
• Sremski Mihaljevci (837)
• Srezojevci (424)
• Srezovac (238)
• Srećkovac (162)
• Srndalje (66)
• Srneći Dol (58)
• Srnje (912)
• Srpce (151)
• Srpska Crnja (4383)
• Srpska Kuća (284)
• Srpski Itebej (2405)
• Srpski Krstur (1620)
• Srpski Miletić (3538)
• Stajićevo (1999)
• Stajkovce, Surdulica (140)
• Stajkovce, Vlasotince (1603)
• Stalać (1828)
• Stamnica (1424)
• Stance (113)
• Stanci, Aleksinac (241)
• Stanci, Kruševac (417)
• Stanevce (68)
• Stanina Reka (421)
• Staničenje (609)
• Stanišinci (391)
• Stanišić (4808)
• Stanjevo (1244)
• Stanjinac (95)
• Stanulovići (55)
• Stanča (91)
• Staničići (348)
• Stapar, Valjevo (223)
• Stapar, Sombor (3720)
• Stapari (974)
• Stara Banja (91)
• Stara Bingula (190)
• Stara Božurna (358)
• Stara Brezovica (89)
• Stara Moravica (5699)
• Stara Pazova (18645)
• Starac (260)
• Starci (53)
• Stari Banovci (5488)
• Stari Bračin (371)
• Stari Glog (44)
• Stari Lec (1094)
• Stari Ledinci (823)
• Stari Slankamen (674)
• Stari Trstenik (733)
• Stari Đurovac (15)
• Stari Žednik (2230)
• Staro Korito (51)
• Staro Lanište (560)
• Staro Momčilovo (216)
• Staro Selo, Jagodina (76)
• Staro Selo, Prokuplje (29)
• Staro Selo, Velika Plana (3022)
• Starčeviće (194)
• Starčevo, Petrovac na Mlavi (585)
• Starčevo  (7615)
• Stave (450)
• Stejanovci (1020)
• Stenjevac (737)
• Stepanje (486)
• Stepanovićevo (2214)
• Stepojevac (3019)
• Sterijino (234)
• Stogazovac (132)
• Stojačak (419)
• Stojići (159)
• Stojnik, Aranđelovac (1486)
• Stojnik, Sopot (642)
• Stol (347)
• Stopanja (1325)
• Stradovo (19)
• Stragari, Trstenik (664)
• Stragari (967)
• Strajiniće (29)
• Stranjevo (48)
• Straža, Loznica (1018)
• Straža, Vršac (693)
• Strelac (392)
• Strezimirovci (53)
• Strezovce (995)
• Strešak (119)
• Striža  (1937)
• Strižilo (479)
• Strmac, Priboj (181)
• Strmac, Užice (296)
• Strmenica (194)
• Strmna Gora (166)
• Strmosten (902)
• Strmovo, Bajina Bašta (582)
• Strmovo, Lajkovac (358)
• Strmovo, Lazarevac (324)
• Strojinci (493)
• Strojkovce (1344)
• Stropsko (186)
• Struganica (21)
• Struganik (276)
• Strumce (46)
• Stubal, Aleksandrovac (615)
• Stubal, Blace (396)
• Stubal, Kraljevo (1314)
• Stubal, Vladičin Han (1113)
• Stubica, Paraćin  (1784)
• Stubica, Lazarevac (269)
• Stubla, Bojnik (923)
• Stubla, Medveđa (119)
• Stublca (210)
• Stublenica (999)
• Stublina (158)
• Stubline (3099)
• Stublo (214)
• Stubo (282)
• Studena, Babušnica (200)
• Studena, Vranje (117)
• Studenac (241)
• Stup (193)
• Stupnica, Leskovac (402)
• Stupnica, Loznica (941)
• Stupčevići (952)
• Subjel (219)
• Subotica, Aleksandrovac (715)
• Subotica, Koceljeva (289)
• Subotica, Svilajnac (757)
• Subotica (99981)
• Subotinac (1061)
• Subotište (942)
• Sudimlja (50)
• Sudsko Selo (87)
• Sugubine (183)
• Suharno (309)
• Suhi Dol (69)
• Sukovo (728)
• Sumorovac (133)
• Sumrakovac (642)
• Supnje (3525)
• Supovac  (374)
• Supska (1434)
• Suračevo (444)
• Surduk (1589)
• Surdul (44)
• Surdulica (10914)
• Surlica (101)
• Surčin (14292)
• Susek (1132)
• Sutjeska (1737)
• Suva Morava (859)
• Suvaja, Blace (89)
• Suvaja, Kruševac (367)
• Suvaja, Varvarin (149)
• Suvi Do, Niš  (935)
• Suvi Do, Blace (389)
• Suvi Do, Tutin (401)
• Suvi Do, Žagubica (1320)
• Suvi Dol (576)
• Suvo Selo (404)
• Suvodanje (578)
• Suvodol (849)
• Suvojnica (926)
• Suševlje (228)
• Sušica, Kruševac (878)
• Sušica, Sjenica (25)
• Sušica, Valjevo (301)
• Sveta Petka (334)
• Svetićevo (205)
• Svetlić (417)
• Svetozar Miletić (3169)
• Sveštica (1258)
• Svilajnac (9395)
• Svileuva (1807)
• Svilojevo (1364)
• Sviloš (362)
• Svinjarevo (213)
• Svinjarica (137)
• Svinjište, Kuršumlija (41)
• Svinjište, Preševo (103)
• Svirce, Leskovac (436)
• Svirce, Medveđa (501)
• Svojnovo  (1386)
• Svođe (433)
• Svračkovci (491)
• Svračkovo (222)
• Svrljig (7705)
• Svrljiška Topla (112)

## Š
Šabac (55163)
• Šainovac (216)
• Šajince (90)
• Šajinovac (955)
• Šajkaš (4550)
• Šalinac (985)
• Šaludovac  (360)
• Šanac (1153)
• Šantarovac (453)
• Šapine (1064)
• Šaprance (83)
• Šarani (344)
• Šarbane (545)
• Šarbanovac, Bor (1836)
• Šarbanovac, Knjaževac (25)
• Šarbanovac, Sokobanja (514)
• Šarce (88)
• Šare (250)
• Šarenik (555)
• Šarkamen (374)
• Šarlinac (906)
• Šarlince (854)
• Šaronje, Novi Pazar (398)
• Šaronje, Tutin (231)
• Šatra (33)
• Šatrinci (399)
• Šavac  (533)
• Šavci (247)
• Šavrane (706)
• Šašilovac (385)
• Šašinci (1830)
• Šebet (79)
• Šepšin (855)
• Šesti Gabar (173)
• Šetka (471)
• Šetonje (1585)
• Ševarice (1308)
• Ševica (809)
• Ševiš (23)
• Ševrljuge (334)
• Šid (16311)
• Šiljakovac (620)
• Šiljomana (110)
• Šilopaj (135)
• Šilovo (521)
• Šimanovci (3358)
• Šipačina (252)
• Šipikovo (511)
• Šipče (74)
• Široka Planina (119)
• Široke Njive (48)
• Šišatovac (218)
• Šišava (1125)
• Šišince (639)
• Šišmanovac (95)
• Šljivar (329)
• Šljivica (157)
• Šljivova (849)
• Šljivovac (493)
• Šljivovac, Malo Crniće (123)
• Šljivovica (573)
• Šljivovik, Bela Palanka (263)
• Šljivovik, Svrljig (41)
• Šljivovo (379)
• Šogolj (166)
• Šopić (2230)
• Šošiće (109)
• Špaj (81)
• Špiljani (223)
• Štava (176)
• Štavalj (312)
• Štavica (427)
• Štipina (531)
• Štitar (2285)
• Štitarac (61)
• Štitare, Novi Pazar (77)
• Štitare, Kruševac (535)
• Štitkovo (130)
• Štrbac (246)
• Štrbovac (115)
• Štubik (939)
• Štulac, Lebane (370)
• Štulac, Vrnjačka Banja (1142)
• Šugrin (95)
• Šuljam (744)
• Šuljkovac (695)
• Šuman Topla (77)
• Šumane (1515)
• Šumarak (180)
• Šumarice (544)
• Šumata Trnica (50)
• Šume, Ivanjica (1284)
• Šume, Topola (595)
• Šupljak (1310)
• Šurice (281)
• Šurić (128)
• Šurjan (330)
• Šutci (627)
• Šuvajić (339)
• Šušara (376)
• Šušeoka (252)
• Šušnjar (322)
• Šušure (25)

## T
Tabakovac (208)
• Tabanovac (955)
• Tabanović, Mionica (388)
• Tabanović, Šabac (1420)
• Tabanovići (137)
• Tadenje (81)
• Takovo, Gornji Milanovac (493)
• Takovo, Ub (979)
• Tamnič (349)
• Tamnjanica (171)
• Tanda, Bor (350)
• Taor, Valjevo (378)
• Taraš (1140)
• Taskovići (403)
• Tatrasnica (5)
• Tavnik (1271)
• Taševo (2061)
• Tegovište (183)
• Tegošnica (3)
• Tekeriš (370)
• Tekija, Kladovo (967)
• Tekija, Kruševac (889)
• Tekija, Paraćin  (1251)
• Telečka (2084)
• Telovac (44)
• Temerin (19216)
• Temska (908)
• Tenkovo (89)
• Teočin (690)
• Tepeče (195)
• Tesovište (61)
• Tečić (660)
• Tešica (1888)
• Tibužde (1243)
• Tijanje (237)
• Tijovac, Kuršumlija (77)
• Tijovac, Svrljig (118)
• Tiođe (158)
• Tisovica (117)
• Titel (5894)
• Tićevac (265)
• Tmava (199)
• Toba, Nova Crnja (691)
• Tobolac (485)
• Todorin Do (214)
• Todorovce (521)
• Togočevce (828)
• Tolisavac (667)
• Tolić (434)
• Tolišnica (306)
• Toljevac (570)
• Tomanj (433)
• Tomaševac (1765)
• Tometino Polje (373)
• Tomislavci (696)
• Topla (100)
• Toplac (519)
• Topli Do, Pirot (108)
• Topli Do, Surdulica (53)
• Topli Dol (122)
• Topola, Jagodina (36)
• Topola (mesto) (5422)
• Topola (vas) (1363)
• Topolnica (1064)
• Topolovnik (1098)
• Toponica, Bela Palanka (68)
• Toponica, Gadžin Han (947)
• Toponica, Knić (364)
• Toponica, Malo Crniće (969)
• Toponica, Žitorađa (329)
• Torak (2850)
• Torda (1771)
• Tornik (168)
• Tornjoš (1766)
• Totovo Selo (709)
• Tovariševo (3102)
• Tovrljane (90)
• Točilovo (156)
• Trbosilje (352)
• Trbunje (559)
• Trbušac (396)
• Trbušani (1830)
• Trbušnica, Lazarevac (796)
• Trbušnica, Loznica (1061)
• Trebinje (74)
• Trebotin (681)
• Trejak (255)
• Trećak (62)
• Trešnjevac (1868)
• Trešnjevak (24)
• Trešnjevica, Paraćin  (1137)
• Trešnjevica, Arilje (920)
• Trešnjevica, Sjenica (97)
• [[Trgovište, Knjaževac] (1953)
• Trgovište, Kraljevo (39)
• Trgovište, Sokobanja (342)
• Trgovište, Pčinjski okraj (1864)
• Tribrode (522)
• Trijebine (397)
• Tripkova (372)
• Trlić (1020)
• Trmbas (595)
• Trmka (36)
• Trmčare (715)
• Trn (30)
• Trnava, Jagodina (2237)
• Trnava, Novi Pazar (694)
• Trnava, Preševo (1160)
• Trnava, Raška (259)
• Trnava, Užice (463)
• Trnava, Čajetina (282)
• Trnava, Čačak (2685)
• Trnavac (474)
• Trnavci (494)
• Trnavska Baluga (733) 
• Trnjaci (909)
• Trnjana (157)
• Trnjane, Aleksinac (1361)
• Trnjane, Negotin (479)
• Trnjane, Požarevac (915)
• Trnovac (227)
• Trnovi Laz (62)
• Trnovče, Petrovac na Mlavi (708)
• Trnovče, Velika Plana (1060)
• Trnski Odorovci (183)
• Troponje (901)
• Troskač (6)
• Trpeza (53)
• Trska (389)
• Trstena (63)
• Trstenica (917)
• Trstenik (17180)
• Trubarevac (617)
• Trubarevo (152)
• Trudelj (410)
• Trudovo (92)
• Trupale  (2109)
• Trućevac (383)
• Tršanovci (578)
• Tršić (1263)
• Tržac (241)
• Tubići (535)
• Tubravić (418)
• Tulare, Medveđa (166)
• Tulare, Prokuplje (331)
• Tulari (945)
• Tuleš (496)
• Tulež (761)
• Tulovo (739)
• Tumba (44)
• Tunovo (128)
• Tupale (725)
• Tupalovce (380)
• Tupanci (158)
• Turekovac (1794)
• Turica (634)
• Turija, Bujanovac (400)
• Turija, Kučevo (599)
• Turija, Srbobran (2562)
• Turjane (79)
• Tutin (9111)
• Tutiće (48)
• Tuzinje (204)
• Tučkovo (170)
• Tuđin  (226)
• Tvrdići (275)
• Tvrdojevac (402)

## U
Ub (6018)
• Udovice (2018)
• Ugao (545)
• Ugljarevo (478)
• Ugrinovci, Gornji Milanovac (480)
• Ugrinovci, Zemun (7199)
• Uljma (3598)
• Umčari (2880)
• Urmanica (32)
• Urovci (1540)
• Urovica (1191)
• Ursule, Rekovac (380)
• Ursule, Sjenica (326)
• Urvič (71)
• Usije (319)
• Utrine (1038)
• Uvac (18)
• Uzdin (2498)
• Uzići (514)
• Uzovnica (914)
• Uzovo (10)
• Uzveće (1103)
• Ušak (14)
• Uševce (184)
• Ušće, Kraljevo (2040)
• Ušće, Obrenovac (1464)
• Užice (54717)

## V
Vajska (3169)
• Vajuga (563)
• Vakup (740)
• Valakonje (1378)
• Valevac (281)
• Valjevo (61035)
• Valniš (97)
• Vapa, Sjenica (230)
• Vapa, Čačak (691)
• Varadin (105)
• Varda (330)
• Varevo, Novi Pazar (501)
• Varevo, Raška (1497)
• Varna (1720)
• Varnice (154)
• Varoš, Ražanj (360)
• Varoš, Svrljig (168)
• Varvarin (vas) (1779)
• Varvarin (2198)
• Vasilj (757)
• Vasiljevac (18)
• Vasiljevići (64)
• Vatin (250)
• Vava (266)
• Vašica (1717)
• Vele Polje  (537)
• Velebit (366)
• Velereč (599)
• Velesnica (265)
• Velika Biljanica (516)
• Velika Braina (21)
• Velika Bresnica (281)
• Velika Drenova (2719)
• Velika Grabovnica, Brus (651)
• Velika Grabovnica, Leskovac (1452)
• Velika Greda (1374)
• Velika Ivanča (1796)
• Velika Jasikova (998)
• Velika Ježevica (481)
• Velika Kamenica (757)
• Velika Kopašnica (676)
• Velika Krsna (3253)
• Velika Kruševica, Kruševac (806)
• Velika Kruševica, Rekovac (289)
• Velika Lomnica (899)
• Velika Lukanja (17)
• Velika Marišta (292)
• Velika Plana, Prokuplje (666)
• Velika Plana (16210)
• Velika Reka (476)
• Velika Remeta (42)
• Velika Sejanica (791)
• Velika Sugubina (284)
• Velika Vrbica (996)
• Velika Vrbnica (470)
• Velika Župa
• Velike Pčelice (673)
• Veliki Borak (1287)
• Veliki Crljeni (4580)
• Veliki Drenovac (483)
• Veliki Gaj (790)
• Veliki Izvor (2684)
• Veliki Jasenovac (370)
• Veliki Jovanovac (395)
• Veliki Krčimir (466)
• Veliki Kupci (1035)
• Veliki Popovac (1244)
• Veliki Popović (1455)
• Veliki Radinci (1617)
• Veliki Suvodol (523)
• Veliki Trnovac (6762)
• Veliki Vrtop (270)
• Veliki Šenj (350)
• Veliki Šiljegovac (2682)
• Veliko Bonjince (459)
• Veliko Crniće (611)
• Veliko Golovode (875)
• Veliko Gradište (5658)
• Veliko Krušince (109)
• Veliko Krčmare (830)
• Veliko Laole (1925)
• Veliko Orašje (2299)
• Veliko Polje (1820)
• Veliko Pupavce (79)
• Veliko Selo, Beograd  (1676)
• Veliko Selo, Loznica (466)
• Veliko Selo, Malo Crniće (493)
• Veliko Selo, Pirot (345)
• Veliko Središte (1340)
• Veliko Trnjane (1013)
• Veliko Vojlovce (358)
• Veliševac (419)
• Velja Glava (188)
• Veliko Polje (251)
• Veljkovo (206)
• Veluće (417)
• Venčac (400)
• Venčane (1576)
• Verzar (9)
• Veselinovac (240)
• Veseniće (450)
• Veskoviće (50)
• Veta (134)
• Veternik (18626)
• Vever (18)
• Vezičevo (428)
• Vidova (156)
• Vidovac (45)
• Vidovača (32)
• Vidovo (90)
• Vidrovac (822)
• Vigošte (1034)
• Vilandrica (179)
• Vilje Kolo (11)
• Viljuša (924)
• Vilovi (396)
• Vilovo (1103)
• Vina, Knjaževac (424)
• Vina, Leskovac (232)
• Vinarce (3090)
• Vinci (345)
• Vinicka (474)
• Vinjište (412)
• Vinorača (799)
• Vinča, Topola (1176)
• Vinča, Grocka (5819)
• Vionica (279)
• Virine (884)
• Virovac (419)
• Virovo (586)
• Visibaba (1232)
• Visoka, Arilje (474)
• Visoka, Kuršumlija (158)
• Visočka Ržana (54)
• Visočka (74)
• Visočki Odorovci (135)
• Vitance (728)
• Vitanovac, Bela Palanka (72)
• Vitanovac, Kruševac (648)
• Vitanovac, Kraljevo (1649)
• Vitasi (301)
• Viteževo (863)
• Vitkovac, Aleksinac (398)
• Vitkovac, Knjaževac (352)
• Vitkovac, Kraljevo (831)
• Vitkoviće (30)
• Vitkovo (488)
• Vitojevci (913)
• Vitovnica (167)
• Vitoše (57)
• Vitoševac (1277)
• Vizić (349)
• Viča, Prokuplje (81)
• Viča, Lučani (1225)
• Više Selo (117)
• Višesava (1566)
• Viševac (700)
• Viševce (92)
• Višnjeva (56)
• Višnjevac (639)
• Višnjice (41)
• Višnjićevo (1899)
• Vladimirci (1879)
• Vladimirovac (4111)
• Vladičin Han (8338)
• Vladovce (50)
• Vlahinja (88)
• Vlahovo, Svrljig (163)
• Vlahovo, Žitorađa (506)
• Vlajkovac (1178)
• Vlajkovci (437)
• Vlakča (671)
• Vlaole (767)
• Vlase, Leskovac (584)
• Vlase, Vranje (417)
• Vlasenica (482)
• Vlasi (71)
• Vlasina Okruglica (163)
• Vlasina Rid (276)
• Vlasina Stojkovićeva (252)
• Vlasotince (16212)
• Vlasovo (68)
• Vlasteljice (361)
• Vlaška, Ćuprija (372)
• Vlaška, Mladenovac (2547)
• Vlaški Do, Smederevska Palanka (1161)
• Vlaški Do, Žabari (1310)
• Vlaško Polje (172)
• Vlaščić (98)
• Vlkovija (17)
• Vodanj (1314)
• Vodice, Prokuplje (230)
• Vodice, Smederevska Palanka (930)
• Vogance (51)
• Voganj (1614)
• Vojilovo (290)
• Vojinovac (132)
• Vojka (5012)
• Vojkovci (278)
• Vojkoviće (36)
• Vojmilovići (135)
• Vojnegovac (270)
• Vojnici (104)
• Vojnik (946)
• Vojniće (115)
• Vojska (1050)
• Vojvoda Stepa (1720)
• Vojvoda Zimonić (340)
• Vojvodinci (417)
• Voljavče (1813)
• Voljevci (719)
• Voljčince (937)
• Voluja (1123)
• Volujac, Užice (1094)
• Volujac, Šabac (382)
• Voćnjak (1204)
• Vošanovac (473)
• Vragočanica (417)
• Vrandol (372)
• Vrane (775)
• Vraneša (485)
• Vraneši (1418)
• Vranić (3899)
• Vranići (515)
• Vranište (165)
• Vranjani (473)
• Vranje (55052)
• Vranjska Banja (5882)
• Vranovac (159)
• Vranovina (329)
• Vranovo (2682)
• Vranštica (75)
• Vrapce (45)
• Vrapci (49)
• Vrapča (12)
• Vrapče (58)
• Vratare (462)
• Vratarnica (570)
• Vratna  (316)
• Vraćevšnica (150)
• Vračev Gaj (1568)
• Vračević (1019)
• Vražogrnac (1340)
• Vražogrnci (297)
• Vrba, Jagodina (264)
• Vrba, Kraljevo (1286)
• Vrba, Tutin (196)
• Vrban (123)
• Vrbas (25907)
• Vrbeta (169)
• Vrbica, Aranđelovac (3536)
• Vrbica, Zaječar (313)
• Vrbica, Čoka (404)
• Vrbić (578)
• Vrbnica, Aleksandrovac (518)
• Vrbnica, Malo Crniće (462)
• Vrbnica, Sjenica (169)
• Vrbovac, Blace (161)
• Vrbovac, Boljevac (190)
• Vrbovac, Smederevo (1108)
• Vrbovac, Sokobanja (598)
• Vrbovno (978)
• Vrbovo, Prijepolje (99)
• Vrbovo, Vladičin Han (357)
• Vrdila (925)
• Vrdnik (3704)
• Vrelo, Niš  (287)
• Vrelo, Aleksinac (355)
• Vrelo, Babušnica (141)
• Vrelo, Kuršumlija (40)
• Vrelo, Ub (1684)
• Vreoci (3210)
• Vrgudinac (152)
• Vrh (94)
• Vrhovine (552)
• Vrhpolje (985)
• Vrlane (180)
• Vrmbaje (390)
• Vrmđa (606)
• Vrnjačka Banja (9877)
• Vrnjci (2025)
• Vrnčani, Gornji Milanovac (383)
• Vrnčani, Čačak (279)
• Vrsjenice (200)
• Vrtiglav (488)
• Vrtine (117)
• Vrtište  (1052)
• Vrtogoš (1355)
• Vrtovac (218)
• Vrutci (222)
• Vrćenovica (501)
• Vrčin (8667)
• Vršac (36623)
• Vršački Ritovi (91)
• Vrševac (82)
• Vujanovo (64)
• Vujetinci (452)
• Vujinovača (258)
• Vukanja (705)
• Vukašinovac (512)
• Vukićevica (675)
• Vukmanovac (477)
• Vukmanovo  (389)
• Vukona (262)
• Vukosavci (411)
• Vukovac (492)
• Vuković (301)
• Vukošić (748)
• Vukušica (246)
• Vus (19)
• Vučadelce (50)
• Vučak, Ivanjica (327)
• Vučak, Kruševac (348)
• Vučak, Smederevo (1655)
• Vučevica (108)
• Vuči Del (171)
• Vučiniće (245)
• Vučić (887)
• Vučja Lokva (15)
• Vučje (3258)
• Vučkovica, Knić (769)
• Vučkovica, Lučani (443)

## Z
Zablaće, Čačak (1226)
• Zablaće, Šabac (674)
• Zabojnica (462)
• Zabrdica (462)
• Zabrdnji Toci (133)
• Zabrega, Malo Crniće (247)
• Zabrega, Paraćin  (1211)
• Zabrežje (2663)
• Zabrnjica (205)
• Zabrđe, Novi Pazar (49)
• Zabrđe, Petrovac na Mlavi (716)
• Zabrđe, Priboj (350)
• Zabrđe, Sjenica (50)
• Zagajica (575)
• Zaglavak (566)
• Zagorica (765)
• Zagradina (248)
• Zagrađe, Gornji Milanovac (493)
• Zagrađe, Kuršumlija (19)
• Zagrađe, Zaječar (241)
• Zagužane (339)
• Zagužanje (890)
• Zahumsko (150)
• Zajača (693)
• Zaječar (39491)
• Zaječiće (185)
• Zaklopača, Grocka (2252)
• Zaklopača, Kraljevo (971)
• Zakuta (196)
• Zalogovac (881)
• Zalug (1047)
• Zalužnje (482)
• Zamčanje (31)
• Zaostro (88)
• Zaovine (442)
• Zapadni Mojstir (505)
• Zarbince (652)
• Zarevo (71)
• Zarožje (790)
• Zarube (171)
• Zasad (109)
• Zasavica II (707)
• Zasavica I (836)
• Zaselje (482)
• Zaskovci (68)
• Zastup (128)
• Zatonje (749)
• Zaugline (348)
• Zavidince (503)
• Zavinograđe (1272)
• Zavlaka (962)
• Zbojštica (172)
• Zdravinje, Kruševac (898)
• Zdravinje, Prokuplje (184)
• Zdravčići (526)
• Zebica, Kruševac (206)
• Zebica, Kuršumlija (35)
• Zebnice (121)
• Zelenik (251)
• Zeletovo (110)
• Zeoke, Lazarevac (796)
• Zeoke, Lučani (261)
• Zimonić (340)
• Zladovac (20)
• Zladovce (114)
• Zlakusa (694)
• Zlata (205)
• Zlatance (158)
• Zlatare (12)
• Zlatari (637)
• Zlatarić (486)
• Zlatibor (2344)
• Zlatićevo (200)
• Zlatokop (795)
• Zlatovo (549)
• Zli Dol (193)
• Zlodol (419)
• Zlokućane (217)
• Zlot (3757)
• Zloćudovo (271)
• Zmajevo (4361)
• Zminjak (1467)
• Zobnatica (309)
• Zoljevo (259)
• Zorovac (19)
• Zorunovac (179)
• Zrenjanin (79773)
• Zubetinac (191)
• Zubovac (214)
• Zuce (2024)
• Zukve (262)
• Zvezd (813)
• Zvezdan (1675)
• Zvečka (6138)
• Zvijezd (104)
• Zvizdar (536)
• Zvonce (254)

## Ž
Žabalj (9598)
• Žabar (683)
• Žabare, Kruševac (361)
• Žabare, Topola (1016)
• Žabari, Valjevo (452)
• Žabari (1442)
• Žabljane (724)
• Žabren (321)
• Žagubica (2823)
• Žalica (12)
• Žaočani (391)
• Žarevo (92)
• Žarkovac (1102)
• Žbevac (804)
• Ždeglovo (695)
• Ždrelo (756)
• Žegrova (49)
• Željevo, Svrljig (87)
• Željine (153)
• Željuša (1394)
• Žeravino (21)
• Žerađe (151)
• Židilje (158)
• Žilinci (149)
• Žiljci (427)
• Žirovnica (830)
• Žirče (370)
• Žitište (3242)
• Žitkovac (2680)
• Žitkovica (142)
• Žitni Potok (592)
• Žitniće (536)
• Žitorađa (3543)
• Žitorađe (1339)
• Živica, Lučani (300)
• Živica, Požarevac (728)
• Živinice, Priboj (118)
• Živkovac (380)
• Živkovci (534)
• Živkovo (669)
• Žiča (3982)
• Žižavica (189)
• Žlne (161)
• Žujince (1248)
• Žukovac (114)
• Žunje, Brus (370)
• Žunje, Knić (258)
• Žunjeviće (211)
• Župa (344)
• Županjac (582)
• Županjevac (464)
• Žutice (224)
• Žuč (172)
• Žuče (151)
• Žučkovac (529)
• Žuželjica (166)